# Bezirk Mitte
Mitte (ⓘ) ist der erste Verwaltungsbezirk von Berlin. Am 31. Dezember 2024  hatte er 364.530 Einwohner. 2001 entstand das Gebiet mit der Berliner Verwaltungsreform durch Zusammenlegung der bis dahin eigenständigen Bezirke Wedding, Tiergarten und Mitte.
Sowohl der Regierungssitz als auch die meisten Verfassungsorgane der Bundesrepublik Deutschland befinden sich in Mitte. Gleiches gilt für die Behörden und Institutionen des Landes Berlin.
In Mitte haben sich eine Vielzahl von Zweigstellen international tätiger Unternehmen angesiedelt. Globale Bekanntheit besteht durch berühmte kulturelle und wissenschaftliche Einrichtungen und aufgrund seiner Stellung als Gründerzentrum. Deutschlands höchstes Bauwerk, der Berliner Fernsehturm, steht im Bezirk.

## Geographie

### Lage
Der Bezirk Mitte ist einer von den drei Berliner Bezirken, die nicht an das Bundesland Brandenburg grenzen. Er grenzt im Norden an den Bezirk Reinickendorf, im Osten an den Bezirk Pankow, im Südosten an den Bezirk Friedrichshain-Kreuzberg, im Süden an den Bezirk Tempelhof-Schöneberg und im Westen an den Bezirk Charlottenburg-Wilmersdorf.

### Natur und Parkanlagen
Insgesamt hat der Bezirk 738 Hektar (7,38 km²) öffentliche Grünflächen (Grünanlagen, Spielplätze, Friedhöfe, Kleingärten und Straßenbegleitgrün). Die größten Grünanlagen sind: Großer Tiergarten, Zoologischer Garten, Fritz-Schloß-Park, Volkspark Rehberge und Volkspark Humboldthain.
Der Große Tiergarten ist eine im Ortsteil Tiergarten gelegene Parkanlage, die sich auf 2,1 km² erstreckt. Einige breite Straßen durchschneiden den Park, darunter die Straße des 17. Juni; sie kreuzen sich am Großen Stern, in dessen Mitte die Siegessäule steht.

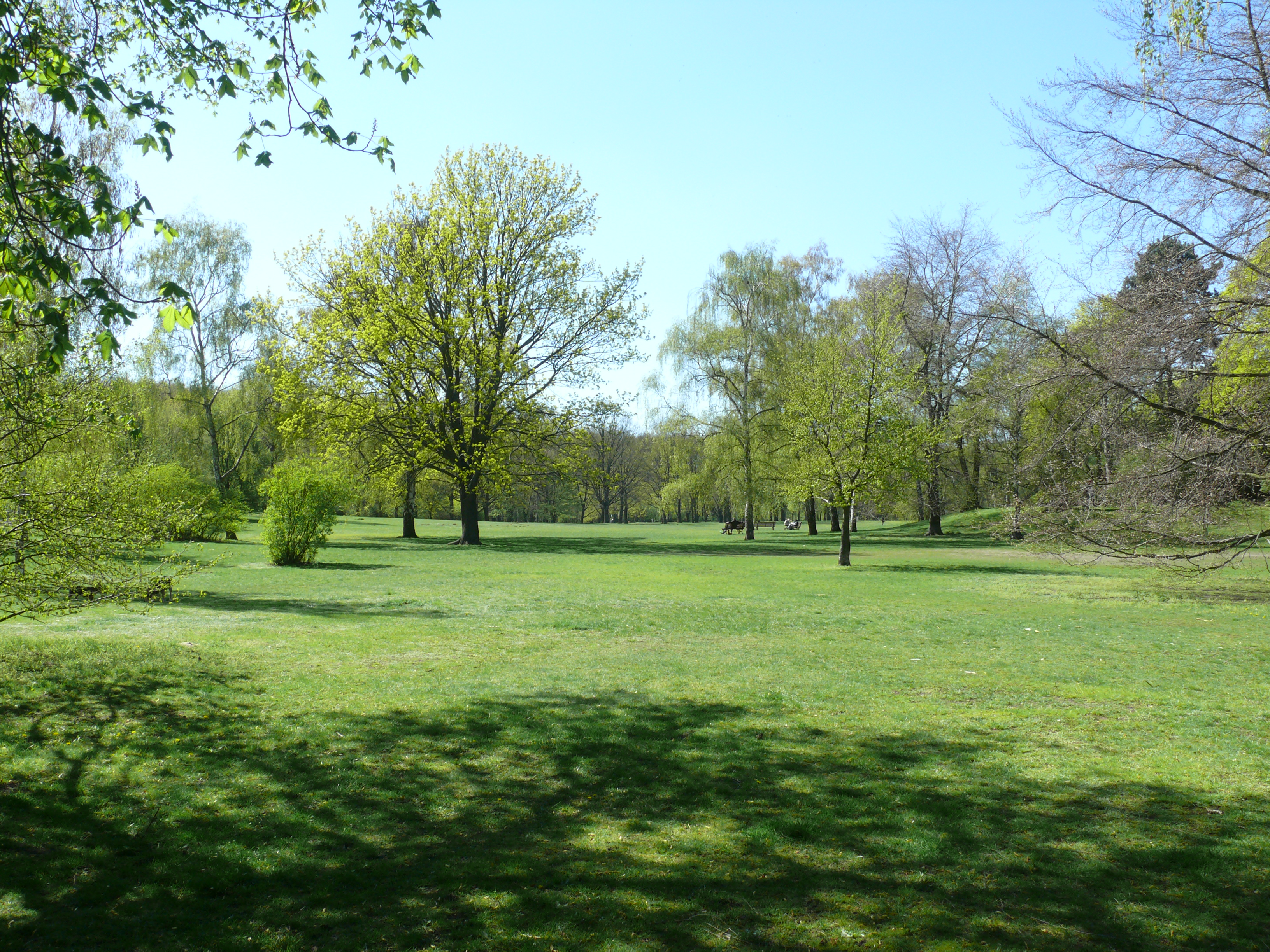
Volkspark Rehberge

Der Volkspark Rehberge im Ortsteil Wedding wurde in den Jahren 1922–1929 angelegt und ist gemeinsam mit dem Plötzensee und dessen Ufergeländes als ein Landschaftsschutzgebiet ausgewiesen. Zusammen mit dem direkt im Südosten angrenzenden Goethepark bildet er eine Parklandschaft von rund 115 Hektar.
Nördlich des Volksparks befindet sich das Naturdenkmal Düne Wedding, die einzige erhaltene innerstädtische eiszeitliche Binnendüne Berlins. Im Bezirk gibt es fünf Findlinge, diese befinden sich im Volkspark Rehberge und im Volkspark Humboldthain. Im Volkspark Humboldthain befindet sich auch die Humboldthöhe mit einer Höhe von 84,5 m ü. NHN die höchste Erhebung im Bezirk. Es handelt sich hierbei um einen ehemaligen Trümmerberg.
Im Bezirk soll es mehr als 26.000 Straßenbäume geben. In den Jahren 2011 bis 2019 konnte der Bezirk Mitte das ausgeglichenste Verhältnis in Berlin von neu gepflanzten Bäumen zu gefällten Bäumen aufweisen mit einer Quote von 1:1,2.
Durch den Bezirk fließen die Flüsse Spree und Panke. Es gibt einige größere und kleinere Kanäle wie der Berlin-Spandauer Schifffahrtskanal, Westhafenkanal, Landwehrkanal oder Spreekanal mit dem Kupfergraben. Die bekanntesten und größten Seen im Bezirk sind der Plötzensee und der Neue See im Großen Tiergarten. Weitere kleinere Seen sind im Volkspark Rehberge (Entenpfuhl, Sperlingsee und Möwensee) und im Großen Tiergarten (Tiergartengewässer, Grundwasserteich, Goldfischteich und Fauler See). Wasserflächen machen im Bezirk insgesamt 1,43 km² aus.
Im Jahre 2021 waren 63,6 % der Flächen im Bezirk (ohne Gewässer) durch Straßen, Gebäude oder unbebaut versiegelt. Das ist einer der höchsten Versiegelungsgrade in Berlin.

### Ortsteile
Der Bezirk Mitte unterteilt sich in sechs Ortsteile und ist einer von zwei Bezirken (neben dem Bezirk Friedrichshain-Kreuzberg), die aus Teilen des ehemaligen Ost- und West-Berlin bestehen.
| Ortsteil           | Fläche (km²) | Einwohner 31. Dezember 2024 | Einwohner pro km² | Lage                        |
| ------------------ | ------------ | --------------------------- | ----------------- | --------------------------- |
| 0101 Mitte         | 10,70        | 108.254                     | 10.117            | Ortsteile des Bezirks Mitte |
| 0102 Moabit        | 7,72         | 84.490                      | 10.944            | Ortsteile des Bezirks Mitte |
| 0103 Hansaviertel  | 0,53         | 6.170                       | 11.642            | Ortsteile des Bezirks Mitte |
| 0104 Tiergarten    | 5,17         | 16.162                      | 3.126             | Ortsteile des Bezirks Mitte |
| 0105 Wedding       | 9,23         | 86.796                      | 9.404             | Ortsteile des Bezirks Mitte |
| 0106 Gesundbrunnen | 6,13         | 95.132                      | 15.519            | Ortsteile des Bezirks Mitte |

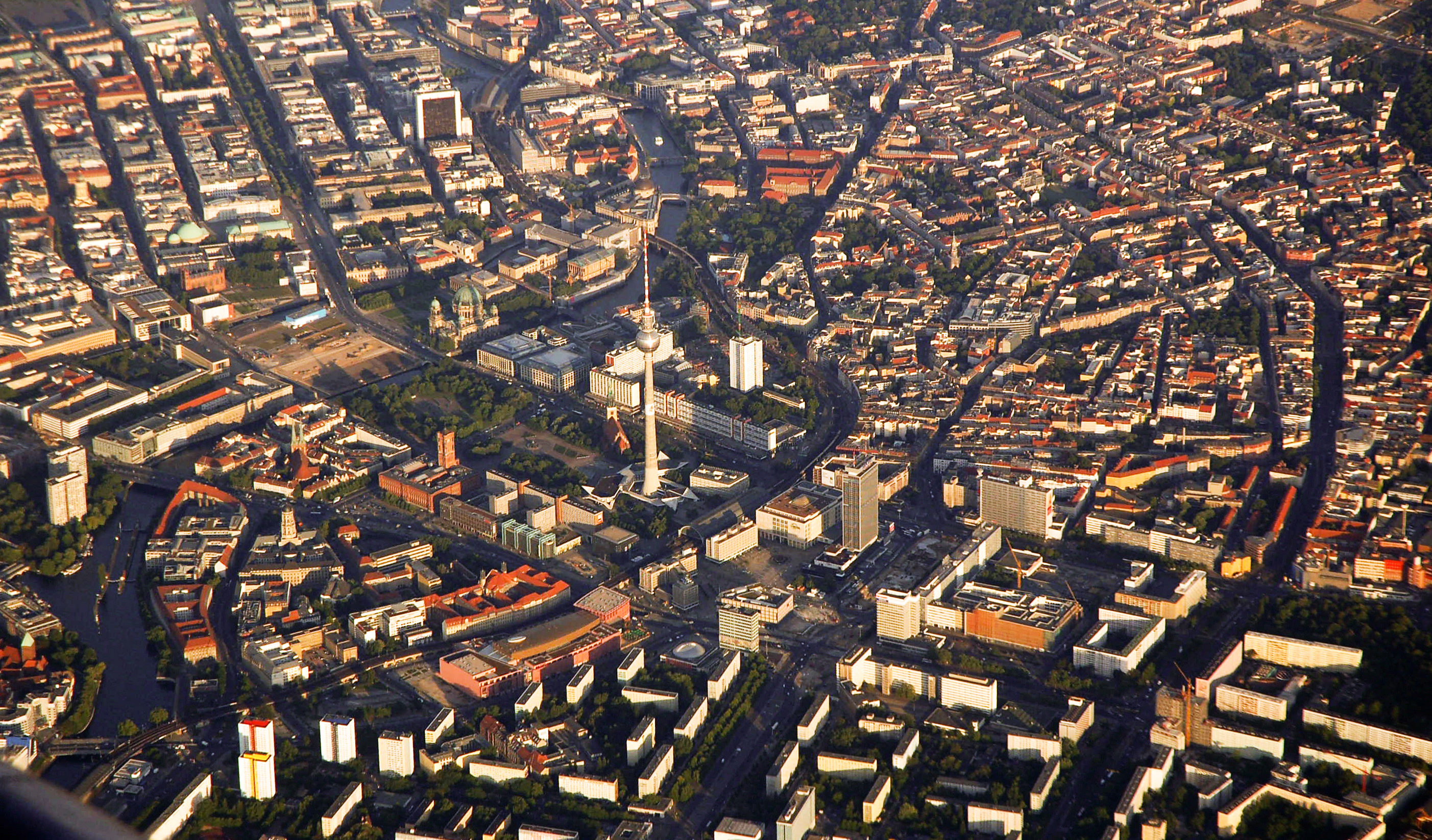
Blick auf den Ortsteil Mitte

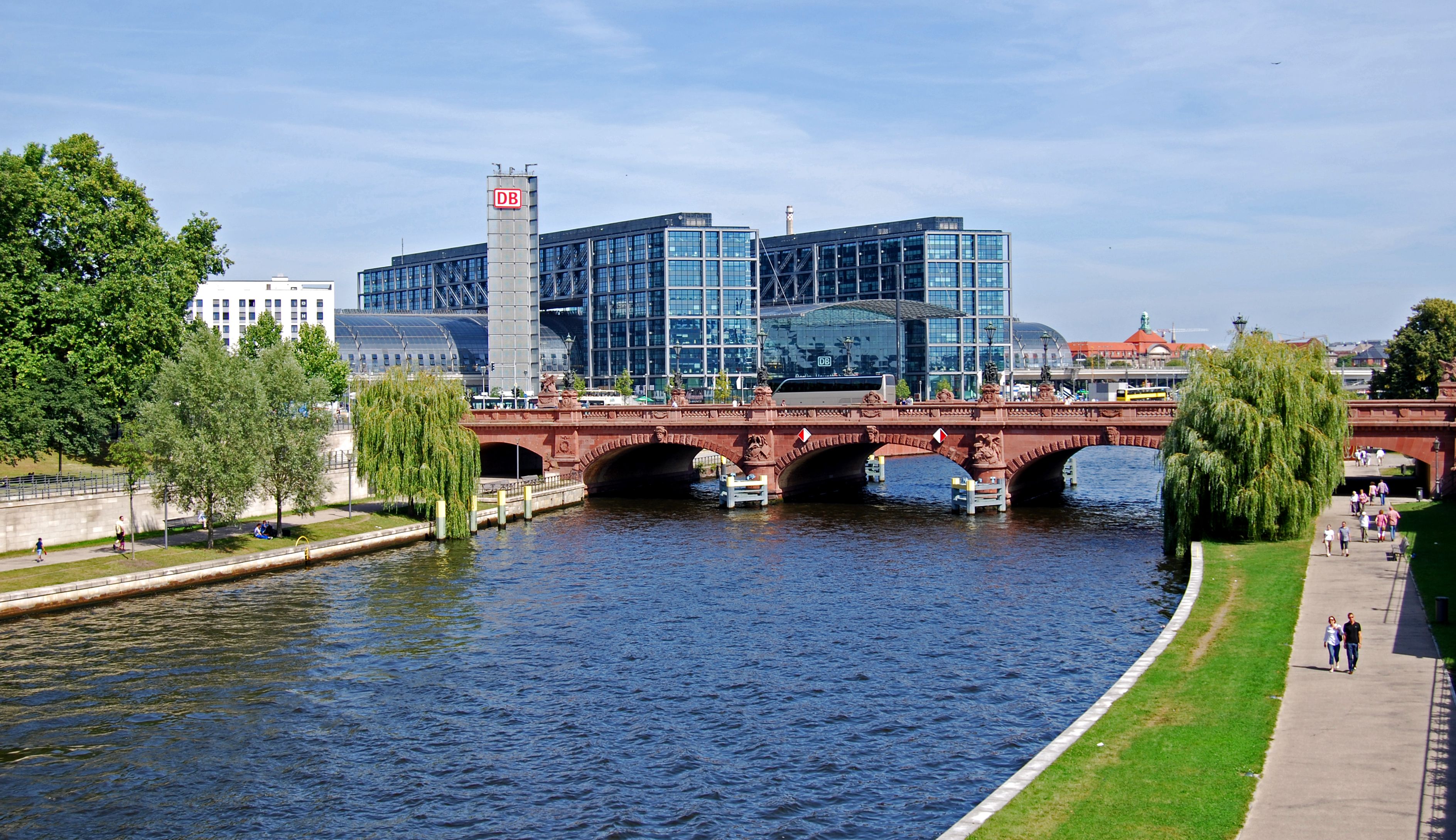
Berliner Hauptbahnhof in Moabit

Ortsteil Wedding

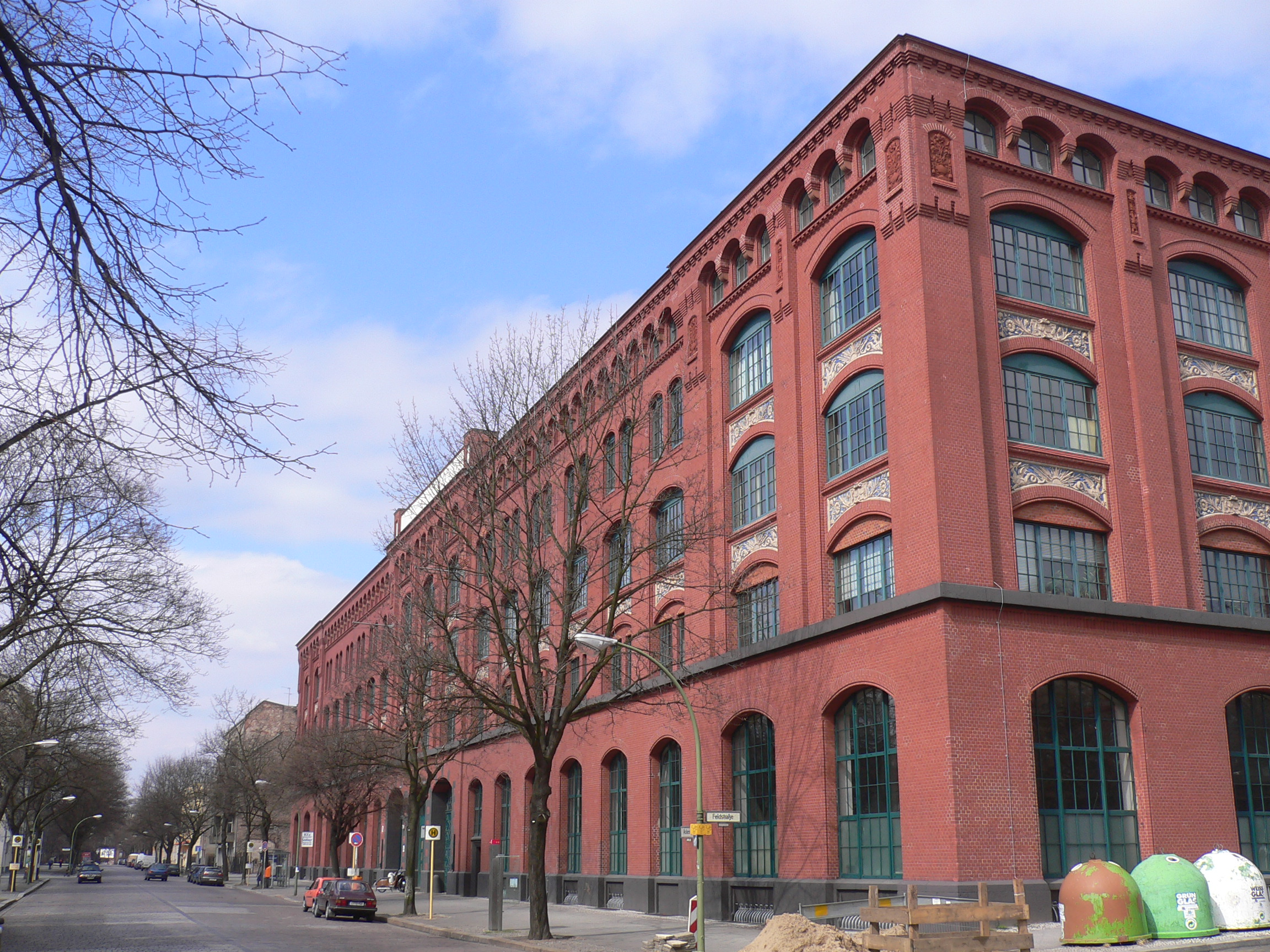
HMKW-Campus in Gesundbrunnen

Der Bezirk umfasst 19 Statistische Gebiete:
- 001 Westhafen
- 002 Turmstraße
- 003 Hansaviertel
- 004 Tiergarten
- 005 Lützowplatz
- 006 Soldiner Straße
- 007 Gesundbrunnen
- 008 Humboldthain
- 009 Leopoldplatz
- 010 Rehberge
- 011 Schillerpark
- 098 Friedrich-Wilhelm-Stadt
- 099 Oranienburger Vorstadt
- 100 Spandauer Vorstadt
- 101 Königsstadt
- 102 Dorotheenstadt
- 103 Friedrichstadt
- 104 Luisenstadt
- 105 Stralauer Vorstadt

Es gibt vier Prognoseräume im Berliner Bezirk Mitte und zehn Bezirksregionen:
- 01 Zentrum (vier Bezirksregionen)
- 02 Moabit (zwei Bezirksregionen)
- 03 Gesundbrunnen (zwei Bezirksregionen)
- 04 Wedding (zwei Bezirksregionen)[11][12]

## Geschichte
Der Großbezirk Mitte entstand 2001 mit der Berliner Verwaltungsreform durch Zusammenlegung der bis dahin eigenständigen Bezirke Wedding, Tiergarten und Mitte.

## Bevölkerung

### Überblick
Am 31. Dezember 2024 zählte der Bezirk Mitte 364.530 Einwohner auf einer Fläche von 39,5 Quadratkilometern. Somit lag am Stichtag die Bevölkerungsdichte bei 10.023 Einwohnern pro Quadratkilometer.
Der Großteil des Bezirks ist verhältnismäßig dicht besiedelt mit einer durchschnittlichen Einwohnerdichte, die doppelt so hoch ist wie allgemein in Berlin. Eine Ausnahme bildet der Ortsteil Tiergarten, dessen Einwohnerdichte nur halb so hoch ist wie die von Berlin.
| Jahr | Einwohner |
| ---- | --------- |
| 2001 | 318.082   |
| 2002 | 318.683   |
| 2003 | 315.665   |
| 2004 | 316.047   |
| 2005 | 318.276   |
| 2006 | 322.167   |
| 2007 | 323.021   |
| 2008 | 323.303   |
| 2009 | 327.082   |
| 2010 | 326.650   |

| Jahr | Einwohner |
| ---- | --------- |
| 2011 | 333.152   |
| 2012 | 339.974   |
| 2013 | 348.102   |
| 2014 | 356.506   |
| 2015 | 363.236   |
| 2016 | 371.407   |
| 2017 | 377.965   |
| 2018 | 383.457   |
| 2019 | 385.748   |
| 2020 | 383.360   |

| Jahr | Einwohner |
| ---- | --------- |
| 2021 | 385.692   |
| 2022 | 395.599   |
| 2023 | 397.134   |
| 2024 | 397.004   |

Die unten stehenden Einwohnerzahlen (Stand: jeweils 31. Dezember) basieren, abweichend von der Bevölkerungsfortschreibung des Amtes für Statistik Berlin-Brandenburg, auf Daten des Einwohnermelderegisters des Berliner Landesamtes für Bürger- und Ordnungsangelegenheiten.

### Bevölkerungsstruktur
Der Bezirk Mitte ist einer der bevölkerungsreichsten Berlins. Er gehört zu den Bezirken mit dem stärksten Bevölkerungszuwachs der letzten Jahre, seine Bevölkerung ist zwischen 2001 und 2023 um fast 25 % gestiegen. Mitte hat berlinweit mit 48,5 % den geringsten Frauenanteil an der Bevölkerung (Stand: 2024). Das Durchschnittsalter lag 2024 bei 39,6 Jahren (Berliner Durchschnitt: 42,8 Jahre). Der Bezirk hat mit 37,3 % den höchsten Ausländeranteil an der Bevölkerung (Berliner Durchschnitt: 24,9 %).
Die folgende Tabelle zeigt Angaben zur Struktur der Bevölkerung des Bezirks Mitte am 31. Dezember 2024.
| Geschlecht      | Anzahl  | Anteil |
| --------------- | ------- | ------ |
| männlich        | 204.542 | 51,6 % |
| weiblich        | 192.462 | 48,4 % |
| Insgesamt       | 397.004 | 100 %  |
|                 |         |        |
|                 |         |        |
| Altersgruppen   |         |        |
| unter 20        | 066.408 | 16,7 % |
| 20 bis unter 40 | 156.626 | 39,5 % |
| 40 bis unter 65 | 122.249 | 30,8 % |
| ab 65           | 051.721 | 13,0 % |
| Insgesamt       | 397.004 | 100 %  |

| Herkunft                            | Anzahl  | Anteil |
| ----------------------------------- | ------- | ------ |
| Deutsche ohne Migrationshintergrund | 165.043 | 41,6 % |
| Deutsche mit Migrationshintergrund  | 084.010 | 21,1 % |
| Ausländer                           | 147.951 | 37,3 % |
| Insgesamt                           | 397.004 | 100 %  |
|                                     |         |        |
| Wohnlagen                           |         |        |
| einfache Wohnlagen bzw. ohne Angabe | 243.469 | 61,3 % |
| mittlere Wohnlagen                  | 058.826 | 14,8 % |
| gute Wohnlagen                      | 094.709 | 23,9 % |
| Insgesamt                           | 397.004 | 100 %  |

| Religion            | Anzahl  | Anteil |
| ------------------- | ------- | ------ |
| evangelisch         | 035.462 | 08,9 % |
| römisch-katholisch  | 028.294 | 07,1 % |
| sonstige bzw. keine | 333.248 | 84,0 % |
| Insgesamt           | 397.004 | 100 %  |

### Soziales

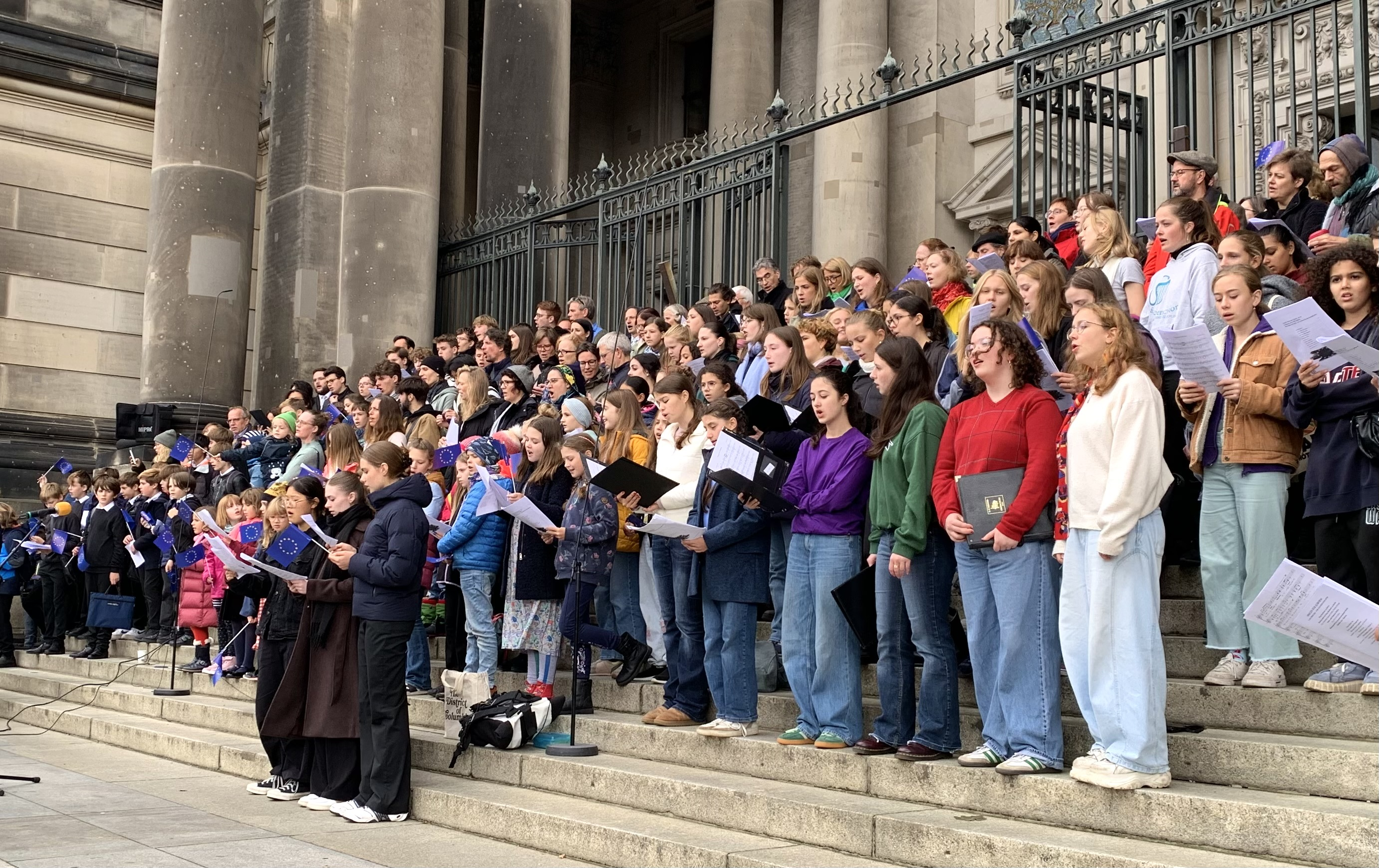
Chor der Sing-Akademie zu Berlin

Im Bezirk Mitte befinden sich berlinweit die meisten Gebiete, in denen sich soziale Benachteiligungen besonders konzentrieren. Innerhalb des Bezirks gibt es große soziale Unterschiede. Während die Bevölkerung im nördlichen Mitte (Gesundbrunnen, Wedding und nördliches Moabit) häufig einen niedrigen sozialen Status aufweist, verfügt ein Großteil der Bevölkerung im Ortsteil Mitte und im südlichen Moabit über einen mittleren oder sogar hohen Sozialstatus.
Das spiegelt sich auch in der Einkommensverteilung wider. Während 27 % der Bevölkerung in Haushalten mit einem Einkommen von mehr als 4000 Euro leben, haben 22 % der Haushalte ein Einkommen von weniger als 1500 Euro. In keinem anderen Bezirk war das Einkommen 2022 ungleicher verteilt als im Bezirk Mitte. Armutsgefährdet sind 23 % der Menschen in Mitte, lebten also mit weniger als 60 % des mittleren Einkommens der Gesamtbevölkerung. Das war berlinweit der zweithöchste Wert hinter Neukölln. Jedes dritte Kind im Bezirk wächst in SGB-II-Bedarfsgemeinschaften und somit potenziell armutsgefährdet auf.

### Gesundheit
Die mittlere Lebenserwartung bei Geburt liegt im Bezirk bei 80 Jahren und fällt somit geringer aus als in vielen anderen Berliner Bezirken. 2021 lebten in Mitte 27.280 Personen (7 % der Gesamtbevölkerung) mit einer Schwerbehinderung. Es waren mehrheitlich ältere Menschen ab 65 Jahren.

### Sprache
Rund 25 % der Bevölkerung des Bezirks Mitte sprechen neben der Amtssprache Deutsch mindestens eine weitere Sprache. 72,1 % der Schülerinnen und Schüler waren 2022 nicht deutscher Herkunftssprache. Das ist der höchste Anteil in ganz Berlin. Durch den hohen Anteil von Einwandererfamilien im nördlichen und westlichen Teil des Bezirks Mitte (ehemaliger Teil von West-Berlin) hat sich besonders in den migrantisch geprägten Ortsteilen Wedding, Moabit und Gesundbrunnen ein Urbanolekt auf Basis der deutschen Sprache herausgebildet.

## Wirtschaft

### Innovations- und Gewerbestandorte

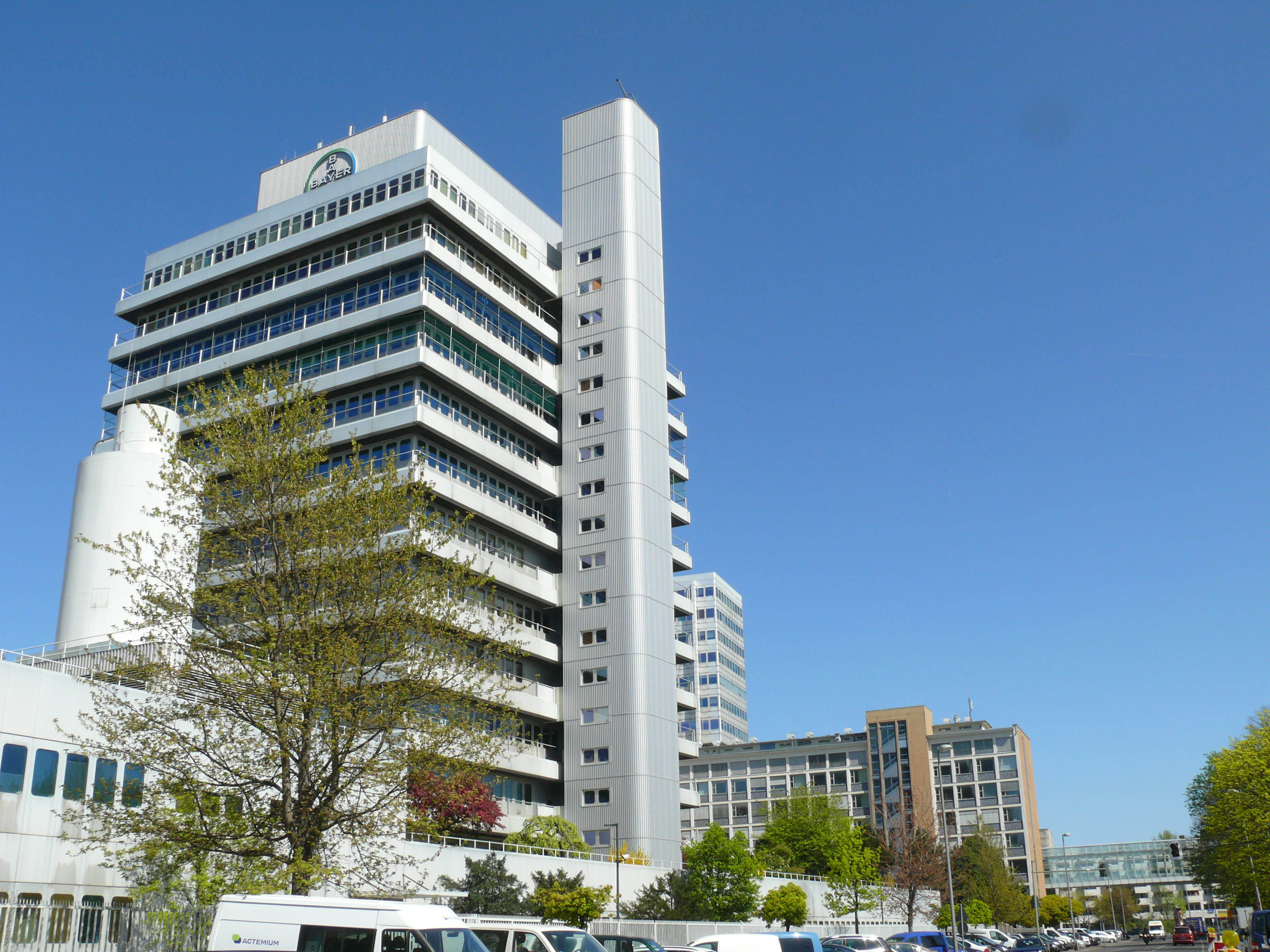
Sitz der Bayer Division Pharmaceuticals

Im Bezirk befinden sich drei größere Industrie- und Gewerbegebiete (Stand 2011):
Moabit-West: Auf dem rund 43 ha großen Areal zwischen Sickingenstraße und Huttenstraße haben sich eine Vielzahl von kleinen und mittelgroßen Betrieben angesiedelt. Der Standort ist jedoch in erster Linie geprägt durch großflächige Betriebe wie Siemens, das dort Gasturbinen für den Weltmarkt produziert. Nördlich des S-Bahnringes liegt der Berliner Großmarkt mit dem Fruchthof Berlin und der Westhafen.
Fennstraße: Der Standort ist rund 14 ha groß und liegt an der Fenn- und Sellerstraße im Ortsteil Wedding. Das prägende Unternehmen ist hier die Bayer AG.
Humboldthain: An diesem 21 ha großen Forschungs-, Entwicklungs- und Produktionsstandort haben sich vorwiegend kleinere Unternehmen angesiedelt. Städtebaulich markant für den Standort sind die ehemaligen AEG-Fabriken, die an die Zeit der Industriemetropole Berlin Ende des 19. Jahrhunderts erinnern. Sie beherbergen das in den 1980er Jahren gegründete erste deutsche Gründerzentrum (BIG) mit dem Technologie- und Innovationspark (TIB).

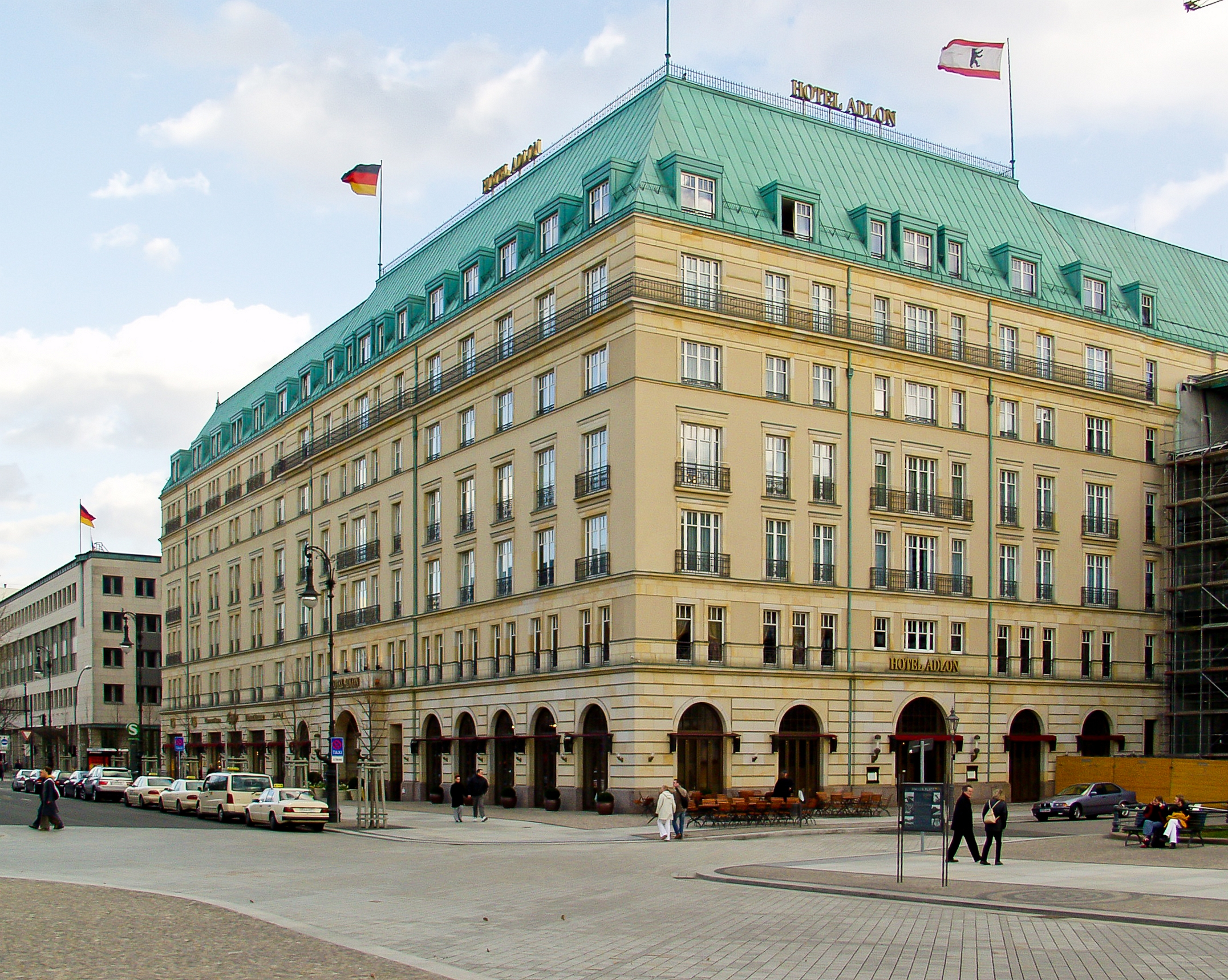
Hotel Adlon

### Tourismus
Eine Vielzahl von Hotels hat sich in Berlin-Mitte angesiedelt. Aufgrund der zentralen Lage, der Nähe zum Regierungsviertel, der vielen ansässigen Kulturinstitutionen und der zahlreichen Festivals werden die meisten Übernachtungen im Bezirk Mitte getätigt. Über 40 % aller Hotelübernachtungen in Berlin finden hier statt. Zu den bekanntesten Hotels gehören das Hotel Adlon, The Ritz-Carlton Berlin und das Park Inn by Radisson Berlin Alexanderplatz.

### Einzelhandel
Mit dem Alexanderplatz, der Friedrichstraße, dem Potsdamer Platz und der Gegend um den Hackeschen Markt hat der Bezirk vier wesentliche Einzelhandelsstandorte, die von lokalen, nationalen und internationalen Kunden frequentiert werden. Weitere Einkaufsstraßen im Bezirk sind u. a. die Müllerstraße, die Turmstraße, die Badstraße, die Leipziger Straße und die Potsdamer Straße. Zu den bekanntesten Warenhäusern in Mitte zählen das Kulturkaufhaus Dussmann, das Galeria Kaufhof Berlin-Alexanderplatz und das Quartier 206.

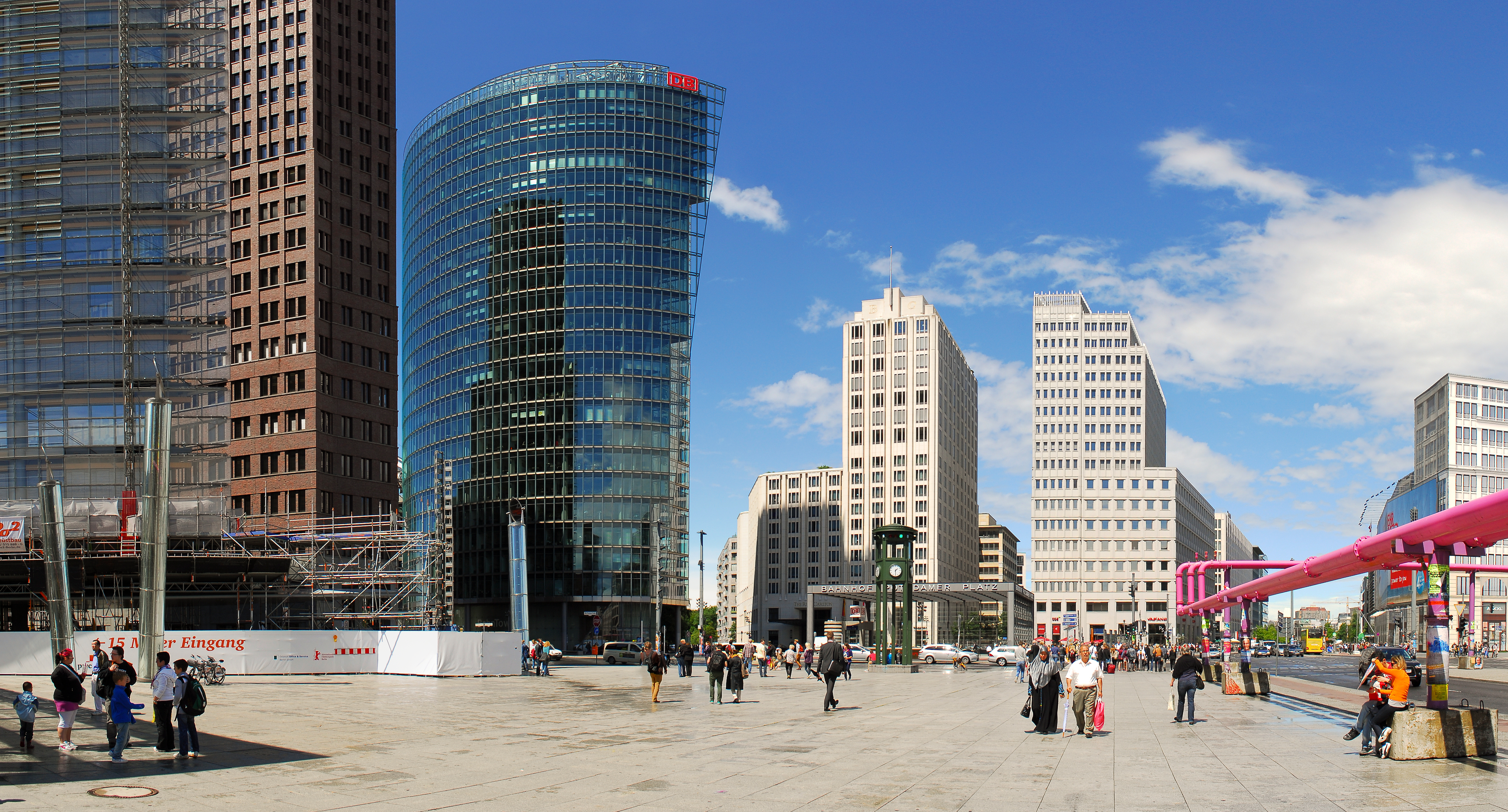
Potsdamer Platz

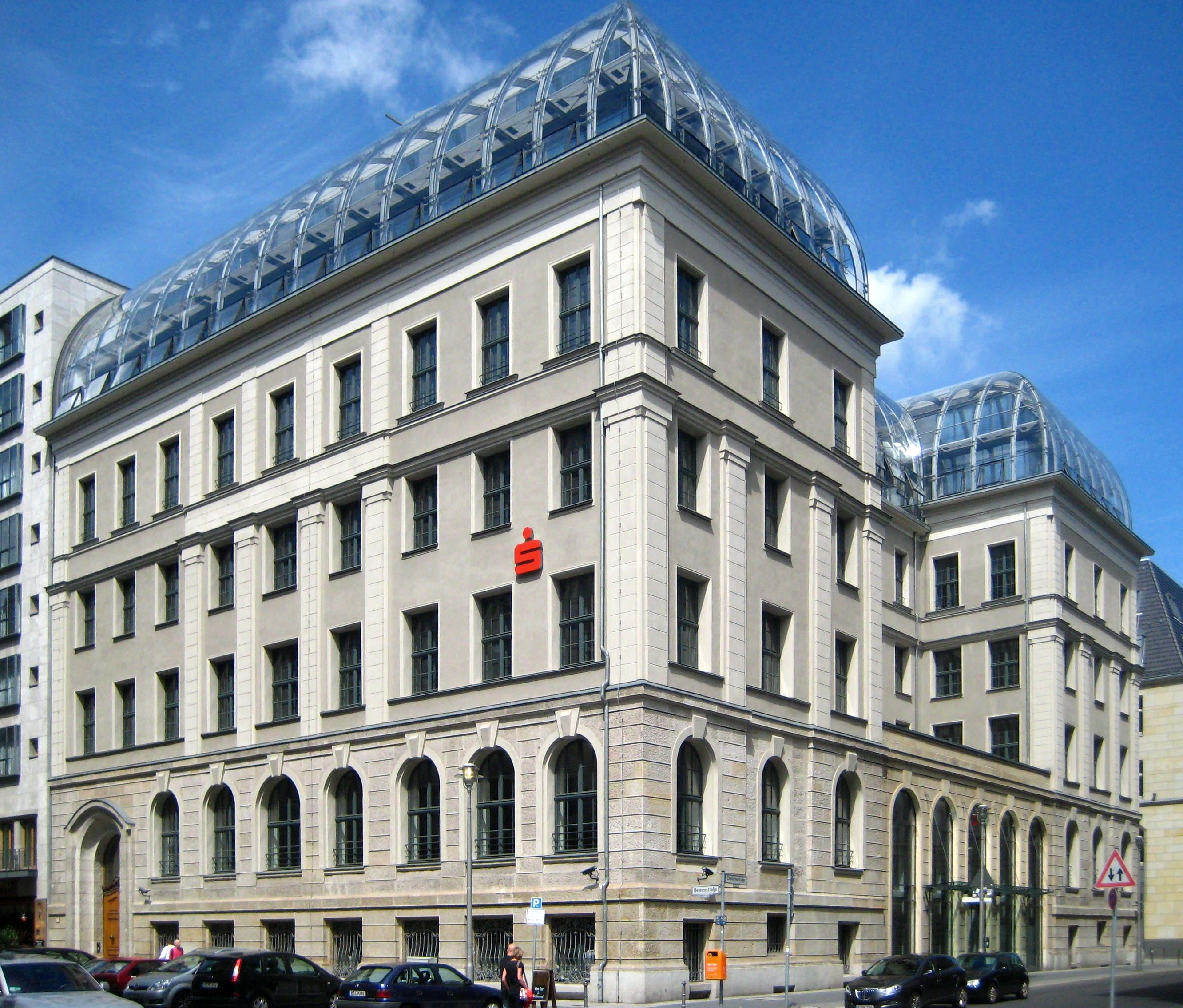
Sitz der Sparkassen-Finanzgruppe

### Unternehmen
- Deutsche Bahn AG, Transport und Logistik, Firmensitz
- Sparkassen-Finanzgruppe, Finanzdienstleistungen
- AVM, Telekommunikation und Netzwerktechnik, Firmensitz
- N26, Finanzdienstleistungen, Firmensitz
- Bayer Pharma, Tochterunternehmen der Bayer AG
- TotalEnergies, Mineralölunternehmen, Deutschlandsitz
- SAP, Software, Berlin-Niederlassung
- Securing Energy for Europe, Gasversorger
- Sanofi, Pharmaunternehmen, Deutschlandsitz
- Klarna, Finanzdienstleistungen, Deutschlandsitz[24]
- Bombardier Transportation, Schienenfahrzeugbau, Deutschlandsitz
- Pfizer, Pharmaunternehmen, Deutschlandsitz
- 50Hertz Transmission, Übertragungsnetzbetreiber, Tochterunternehmen von Elia System Operator
- Deutsche Kreditbank, Finanzdienstleistungen, Tochterunternehmen der Bayerischen Landesbank
- Trade Republic
- Flink SE
- Berliner Großmarkt mit Fruchthof Berlin

Zentrale von BMG Rights Management

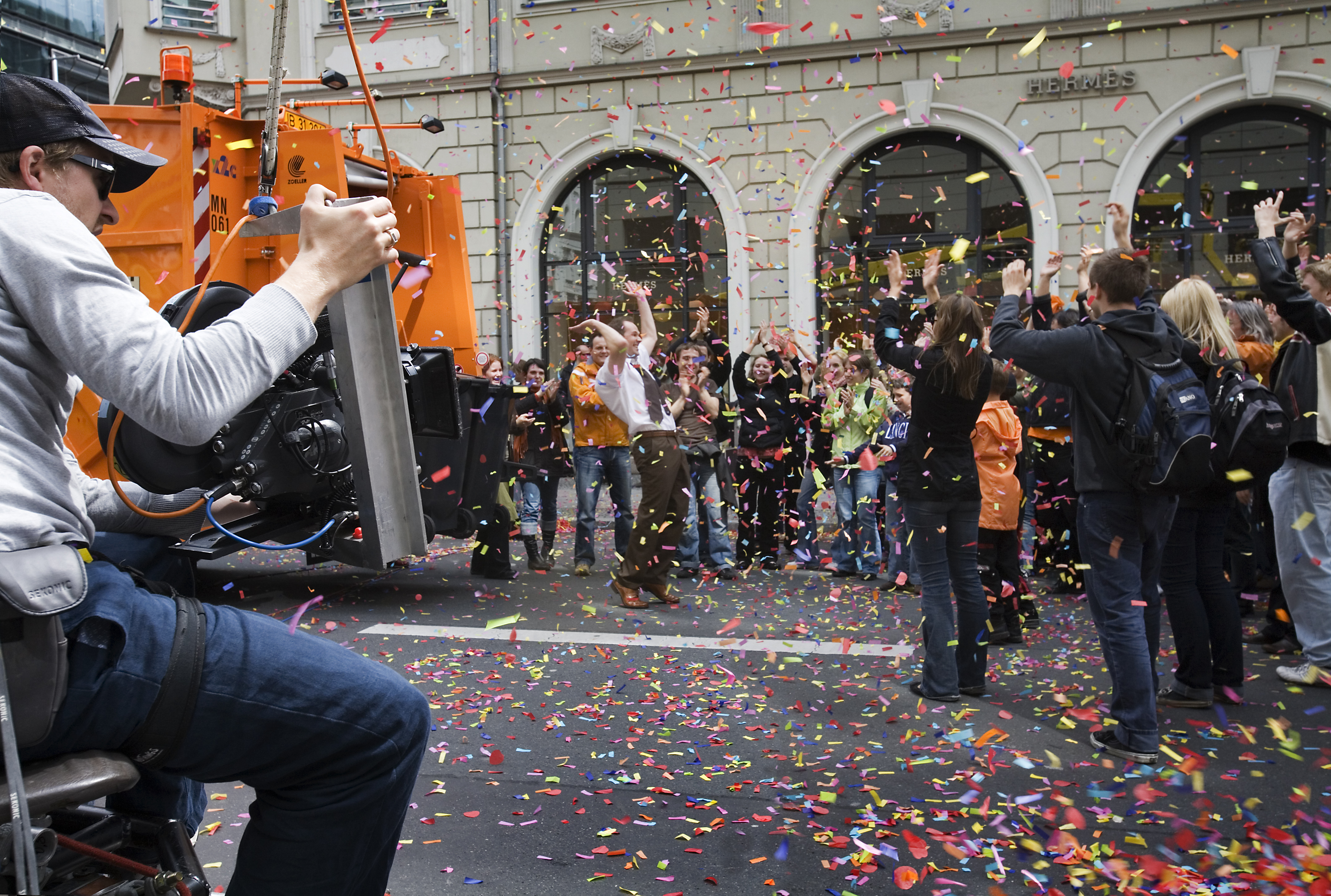
Filmproduktion in der Friedrichstraße

### Kreativindustrie und Medien
Im Jahr 2015 befanden sich die meisten Unternehmen der Berliner Kreativindustrien im Bezirk Mitte.
- BMG, Musikverlag, Tochterunternehmen von Bertelsmann
- Berliner Verlag
- Suhrkamp Verlag
- Researchgate, soziales Netzwerk
- Focus-Redaktion
- Exberliner, englischsprachiges Stadtmagazin
- Dummy, Gesellschaftsmagazin
- Stiftung Warentest Finanzen, Wirtschaftsmagazin
- Capital, Wirtschaftsmagazin
- Business Punk, Wirtschaftsmagazin
- ARD-Hauptstadtstudio
- DW-TV, Auslandsfernsehsender
- ZDF-Hauptstadtstudio im Zollernhof
- BBC-Deutschland-Sitz
- AFP (Agence France-Presse), eine der größten internationalen Nachrichtenagenturen
- Scholz & Friends, Werbeagentur, Tochterunternehmen der WPP Group

## Infrastruktur

### Straßen und Plätze

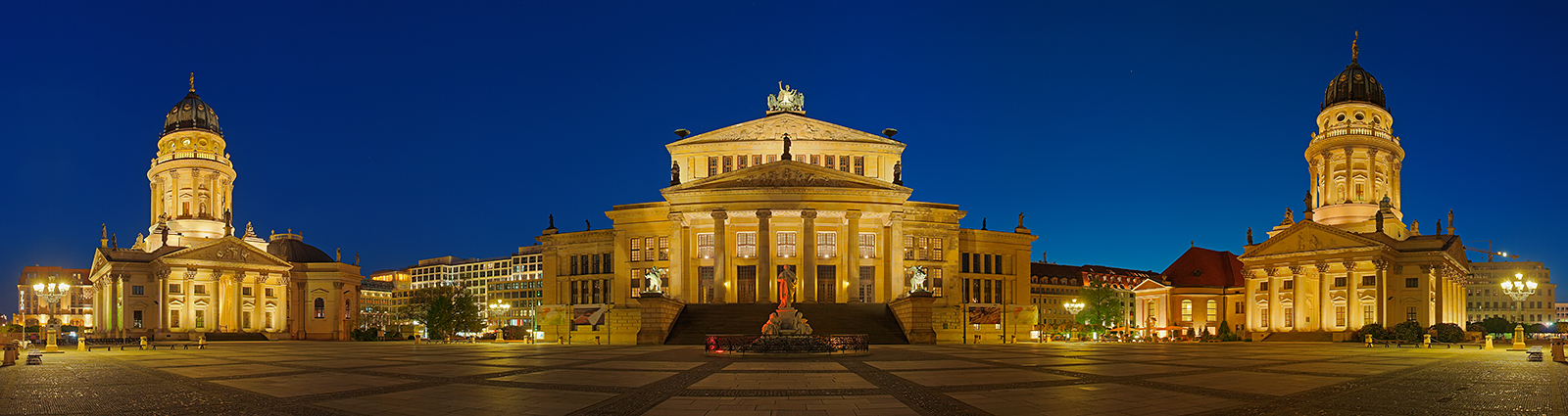
Gendarmenmarkt

Durch den Bezirk Mitte führen die Bundesstraßen B 1, B 2, B 5 und B 96. Der Tunnel Tiergarten Spreebogen, fertiggestellt im Jahr 2006, ist mit einer Länge von 2392 Metern der längste Straßentunnel Berlins. 19,3 % der Flächen im Bezirk (ohne Gewässer) sind durch Straßen versiegelt. Auf 100 Einwohner kommen im Bezirk 18,2 gemeldete private Pkw (Vergleich Berlin: 28,2 Pkw pro 100 EW). Der Motorisierungsgrad ist somit einer der niedrigsten in ganz Berlin. Nur rund 10 % der Bewohner im Bezirk nutzten 2018 einen Pkw täglich oder fast täglich. Ein Viertel der Bewohner war täglich oder fast täglich mit dem Fahrrad unterwegs. Aufgrund der zentralen Lage des Bezirks gibt es trotz des geringen Motorisierungsgrades die meisten Straßenverkehrsunfälle. Insgesamt gab es 16.942 Straßenunfälle im Jahre 2022, dabei sind 2413 Menschen zu Schaden gekommen.
- Alexanderplatz
- Chausseestraße
- Friedrichstraße
- Gendarmenmarkt
- Hackescher Markt
- Karl-Marx-Allee
- Leipziger Platz
- Leipziger Straße
- Leopoldplatz
- Nikolaiviertel
- Pariser Platz
- Potsdamer Platz
- Rosenthaler Platz
- Straße des 17. Juni
- Unter den Linden
- Wilhelmstraße

### Öffentlicher Personennahverkehr

U-Bahnhof Gesundbrunnen

Durch den Bezirk führen der S-Bahn-Ring, die Stadtbahn und die Nordsüd-S-Bahn mit den S-Bahn-Linien S1, S2, S3, S5, S7, S9, S25, S26, S41, S42 und S75. In der Bauphase befinden sich die Tunnelarbeiten des S-Bahn-Projektes S21 (Stand: 2015). Der Nord-Süd-Tunnel der S-Bahn wurde in den 1930er Jahren erbaut und ist mit einer Länge von 5884 Metern der längste S-Bahn-Tunnel der Stadt. Der 2006 fertiggestellte 3453 m lange Tunnel Nord-Süd-Fernbahn ist der längste unterirdische Tiefbau für Fernzüge.
Von den Linien der Berliner U-Bahn führen die U1, U2, U5, U6, U8 und U9 durch den Bezirk. Ein neuer Teilabschnitt der U-Bahn-Linie U5 zwischen Alexanderplatz und Hauptbahnhof wurde am 4. Dezember 2020 eröffnet.
Zum ÖPNV gehören auch Straßenbahn- und Omnibuslinien, die zahlreich im Bezirk vorhanden sind. Rund 40 % der Bewohner des Bezirks nutzten den ÖPNV im Jahre 2018 täglich oder fast täglich.

### Wasserwege für den Schiffsverkehr

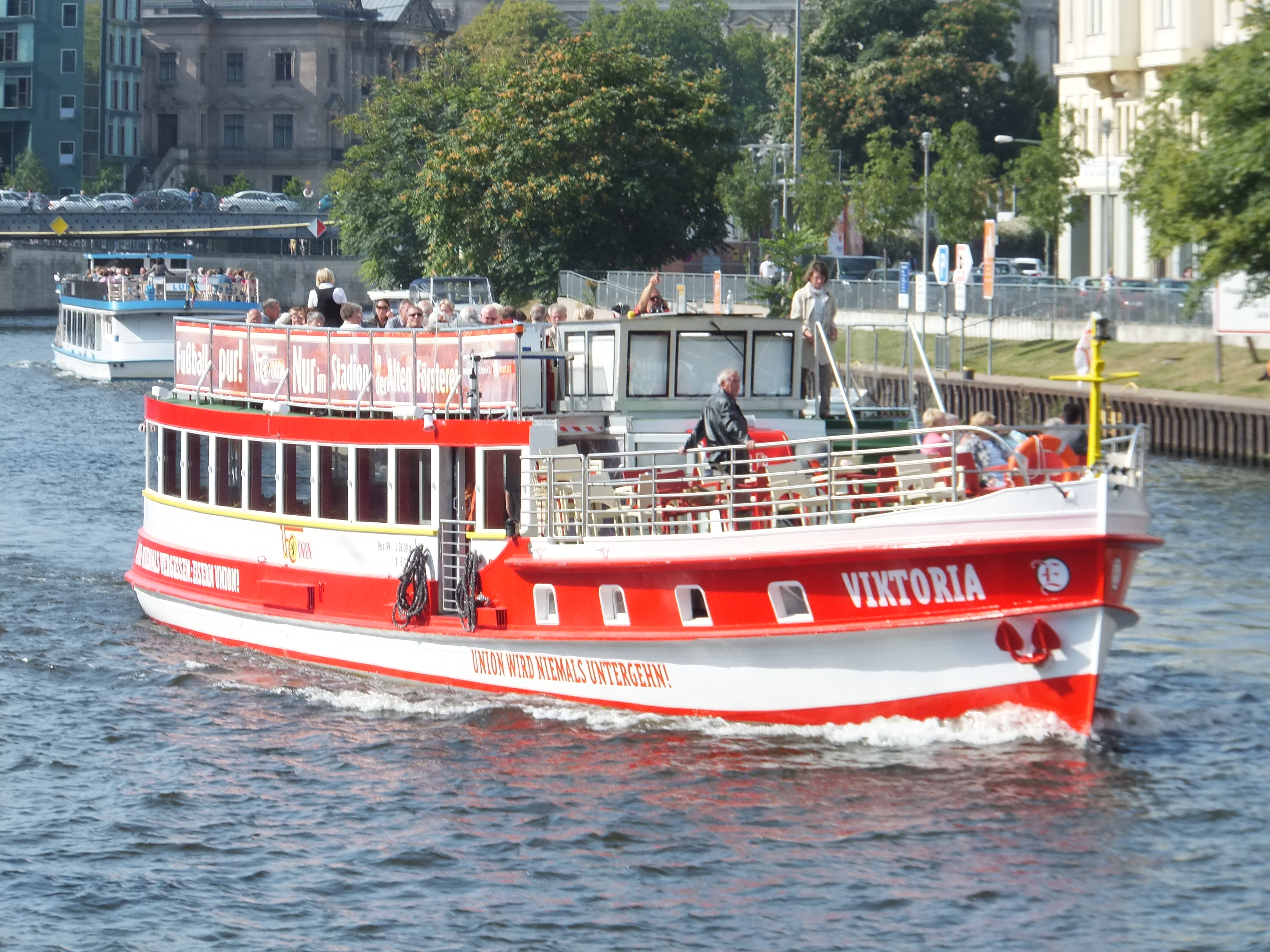
Fahrgastschiffe auf der Spree

Auf den natürlichen und künstlichen Wasserstraßen des Berliner Zentrums findet sowohl Fahrgast- als auch Güterschifffahrt statt. Der Bezirk hat mit dem Westhafen einen noch in Nutzung befindlichen Binnenhafen. Darüber hinaus gibt es den Nordhafen (ehemaliger Binnenhafen), den Humboldthafen (Hafenbecken) und den Historischen Hafen Berlins. Außerdem hat der Bezirk mit 123 Brücken neben Charlottenburg-Wilmersdorf und Treptow-Köpenick die meisten Brücken.
- Spree
- Westhafenkanal
- Berlin-Spandauer Schifffahrtskanal
- Charlottenburger Verbindungskanal

## Politik

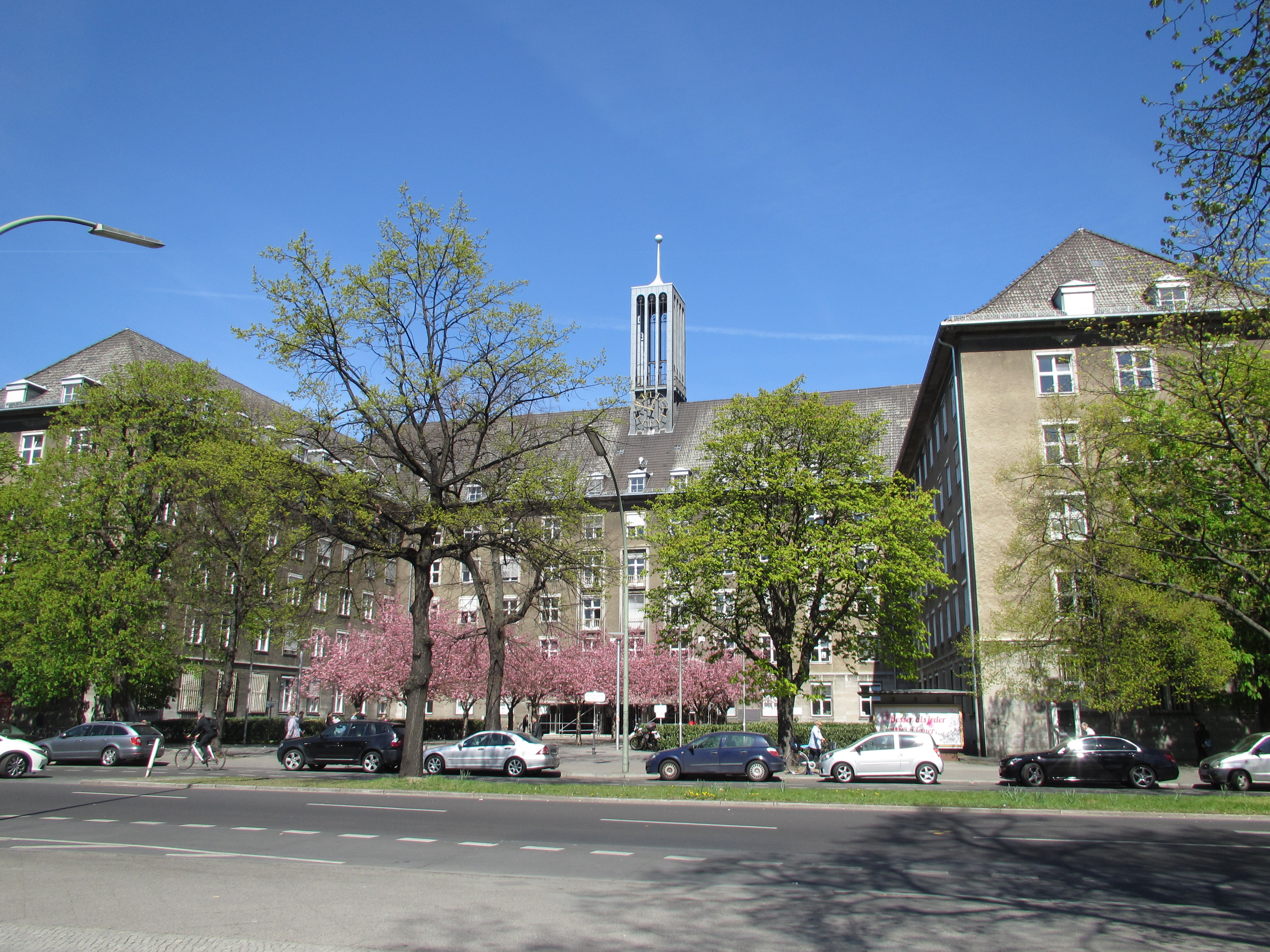
Bezirksamt im Rathaus Tiergarten

### Bezirksverordnetenversammlung
In den Berliner Bezirken ist eine Zählgemeinschaft (anders als in den Landesparlamenten der Bundesrepublik) nicht mit einer Koalition verbunden, sodass sich die Fraktionen bei Sachfragen jeweils Mehrheiten suchen. Seit 2021 besteht eine Zählgemeinschaft von Grünen und SPD.
Die Wahl zur Bezirksverordnetenversammlung (BVV) des Bezirks Mitte am 12. Februar 2023 führte zu folgendem Ergebnis:
| Wahl zur Bezirksverordnetenversammlung Mitte 2023Wahlbeteiligung: 50,9 % 3020100 28,520,016,215,85,54,79,3 GrüneCDUSPDLinkeAfDFDPSonst.Gewinne und Verlusteim Vergleich zu 2021 %p 8 6 4 2 0 −2 −4± 0,0+7,2−2,3−1,0+0,7−2,0−2,5GrüneCDUSPDLinkeAfDFDPSonst. | Sitzverteilung (Stand: 2025)Insgesamt 55 Sitze - Grüne: 16 - CDU: 13 - SPD: 10 - Linke: 7 - AfD: 2 - FDP: 2 - Sonst.: 5 |

Drei Bezirksverordnete der Linken traten im Jahr 2024 aus ihrer Partei aus. Im Jahr 2025 wechselte ein Bezirksverordneter von den Grünen zur CDU.

### Bezirksbürgermeister
- 2001–2006: Joachim Zeller (CDU)
- 2006–2016: Christian Hanke (SPD)
- 2016–2022: Stephan von Dassel (Bündnis 90/Die Grünen)
- seit 2022: Stefanie Remlinger (Bündnis 90/Die Grünen)

Der Bezirk Mitte ist auf Landesebene im Rat der Bürgermeister und in der AG Ressourcensteuerung vertreten.

### Bezirksamt
Mitglieder des Bezirksamts sind (Stand: 2025):
|                      | Partei                | Funktion                               | Geschäftsbereich                                |
| -------------------- | --------------------- | -------------------------------------- | ----------------------------------------------- |
| Stefanie Remlinger   | Bündnis 90/Die Grünen | Bezirksbürgermeisterin                 | Personal, Finanzen, Weiterbildung und Kultur    |
| Ephraim Gothe        | SPD                   | Stellvertretender Bezirksbürgermeister | Stadtentwicklung und Facility Management        |
| Benjamin Fritz       | CDU                   | Bezirksstadtrat                        | Schule und Sport                                |
| Carsten Spallek      | CDU                   | Bezirksstadtrat                        | Soziales und Bürgerdienste                      |
| Christopher Schriner | Bündnis 90/Die Grünen | Bezirksstadtrat                        | Ordnung, Umwelt, Natur, Straßen und Grünflächen |
| Christoph Keller     | Die Linke             | Bezirksstadtrat                        | Jugend, Familie und Gesundheit                  |

### Wappen
Das Wappen des Bezirks Mitte wurde nach der Bezirksfusion der drei Bezirke Mitte (alter Bezirk), Tiergarten und Wedding durch den Heraldiker Theodor Lorenz (1929–2005) neu entworfen und gestaltet. Das heutige Wappen wurde am 9. Oktober 2001 durch den Senat von Berlin verliehen.
Blasonierung: Der sechsfach in Rot und Silber geständerte Schild ist mit einem goldenen Mittelschild belegt, darin ein wachsender schwarzer, rotbewehrter und -gezungter Bär, der in den Pranken einen blauen Schild mit aufrechtem goldenem Lilienzepter hält. Auf dem Schild ruht eine rote dreitürmige Mauerkrone, deren mittlerer Turm mit dem Berliner Wappenschild belegt ist.
Wappenbegründung: Die Farben von Rot und Silber entsprechen den historischen Stadtfarben Berlins. Der Herzschild mit dem Berliner Bären verweist auf den ehemaligen Bezirk Mitte als der historischen Mitte Berlins ebenso wie die Lage in der gefächerten Schildteilung auf die zentrale Lage des Bezirks deutet. Der kleine Schild mit dem Zepter war bereits das Herzschild im Wappen der Dorotheenstadt – es ist ein Kennzeichen der Herrschergewalt und verweist auf die historische Rolle Berlins als Residenzstadt und Hauptstadt mehrerer deutscher Staaten. Die Mauerkrone ist das verbindende Element aller Berliner Bezirke.

### Polizei
Bis Anfang 2020 lag der Bezirk als einziger vollständig im Gebiet einer Polizeidirektion der Polizei Berlin, der Direktion 3, die nur einen Bezirk umfasste. Diese wurde Anfang 2020 aufgelöst, Teile des Bezirks kamen zu der Direktion 1 (Nord), der Direktion 2 (West) und der Direktion 5 (City).

### Wahlkreise

Abgeordnetenhauswahlkreise im Bezirk Mitte, hervorgehoben Wahlkreis 1

Für die Wahl zum Bundestag entspricht das Gebiet des Bezirks dem des Bundestagswahlkreises Berlin-Mitte (74).
Für die Wahl zum Abgeordnetenhaus von Berlin ist der Bezirk in sieben Wahlkreise untergliedert. Es sind die Wahlkreise Mitte 1 in Alt-Mitte Nord, Mitte 2 in Alt-Mitte Süd, Mitte 3 in Tiergarten, Mitte 4 in Moabit, Mitte 5 in nördlichen Wedding, Mitte 6 im nördlichen Gesundbrunnen und Mitte 7 in Wedding-Zentrum und im südlichen Gesundbrunnen.

### Städtepartnerschaften
International
 Higashiōsaka, Japan (seit 1959, damals mit dem alten Bezirk Wedding und dem japanischen Fuse begründet)
 Cholon, Israel (seit 1970 freundschaftliche Beziehungen, seit 1980 Partnerstadt, damals mit dem alten Bezirk Wedding begründet)
 Frogn, Norwegen (seit 1990, liefert den Weihnachtsbaum am Brandenburger Tor)
 Tourcoing, Frankreich (seit 1995, damals mit dem alten Bezirk Wedding begründet)
 Shinjuku (seit 1994), das Herz der japanischen Hauptstadt Tokio
 Tsuwano (seit 1995) zurückgehend auf den Gelehrten Mori Ogai, der einige Zeit in Berlin lebte
 Terézváros (Bezirk von Budapest), Ungarn (seit 2005)
 Beyoğlu (Stadtteil von Istanbul), Türkei (seit 2008)
National
- Kassel, Deutschland (seit 1962)
- Bottrop, Deutschland (seit 1983)
- Schwalm-Eder-Kreis, Deutschland (seit 1979 Städtefreundschaft, seit 1992 Partnerstadt)

### Institutionen des Landes Berlin (Auswahl)
- Rotes Rathaus

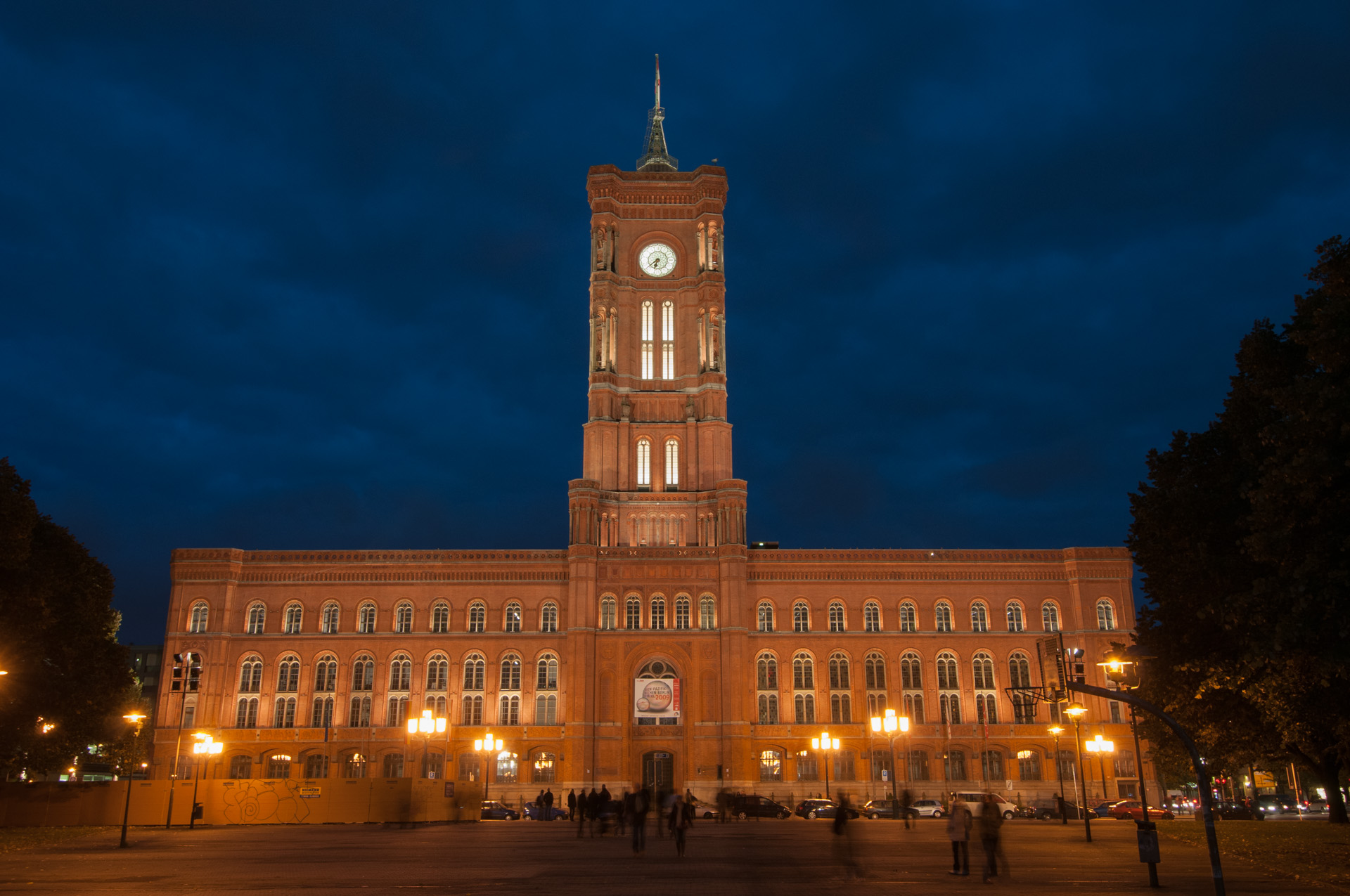
Rotes Rathaus

- Abgeordnetenhaus von Berlin im ehemaligen Preußischen Landtag
- Senatsverwaltungen
- Dienstgebäude Mitte der Berliner Feuerwehr (Behördenleitung, Stab, Zentraler Service)[43]

### Regierungsviertel
Im Bezirk Mitte befindet sich das Regierungsviertel mit den wichtigsten Institutionen der Bundesregierung mit ihren Ministerien und des Deutschen Bundestages, dem Parlament der Bundesrepublik Deutschland, sowie zahlreiche Botschaften und Landesvertretungen;

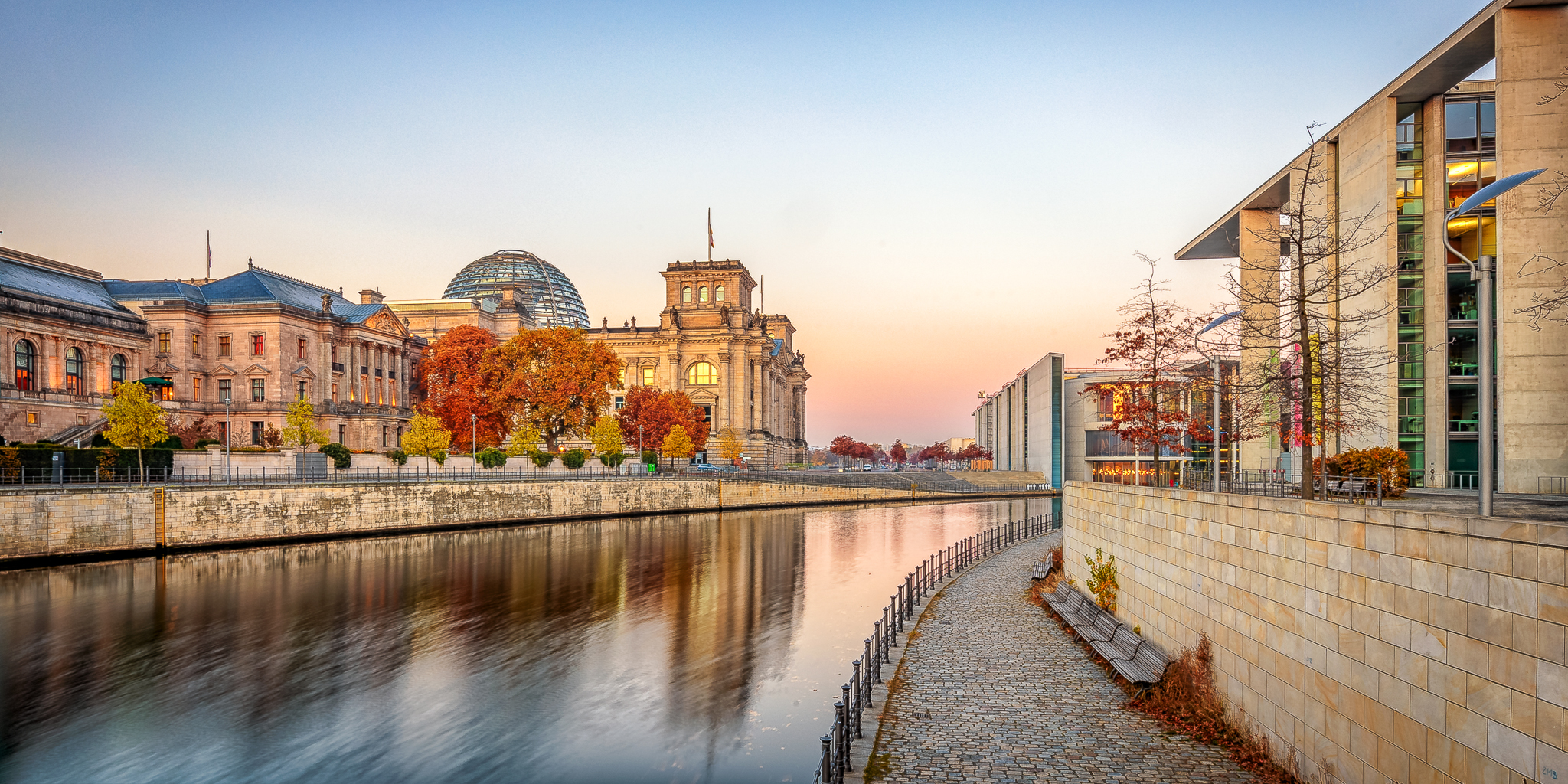
Regierungsviertel

- Deutscher Bundestag im Reichstagsgebäude
- Bundeskanzleramt im Kanzleramtsgebäude
- Bundesrat im Bundesratsgebäude
- Bundesministerien
- Abgeordnetenbüros im Paul-Löbe-Haus und im Marie-Elisabeth-Lüders-Haus
- Schloss Bellevue als Sitz des Bundespräsidenten
- Deutsche Parlamentarische Gesellschaft im historischen Reichstagspräsidentenpalais
- Vertretungen der Länder[44]
- Bundesnachrichtendienst
- Botschaften im Tiergartenviertel
- Julius-Leber-Kaserne mit dem Kommando Territoriale Aufgaben der Bundeswehr

## Bildung
Im Bezirk verfügen 73,3 % der Ü15-Bevölkerung über eine Fachhochschul- oder Hochschulreife, 17,4 % über einen mittleren Schulabschluss und 9,1 % über einen Haupt- oder Volksschulabschluss. Mehr als 20.000 Personen haben keinen allgemeinbildenden Schulabschluss. Analog zur hohen Anzahl an Personen mit Abitur, verfügt die Mehrheit der in Mitte lebenden Menschen über akademische Abschlüsse (Stand: 2023).

### Öffentliche Schulen

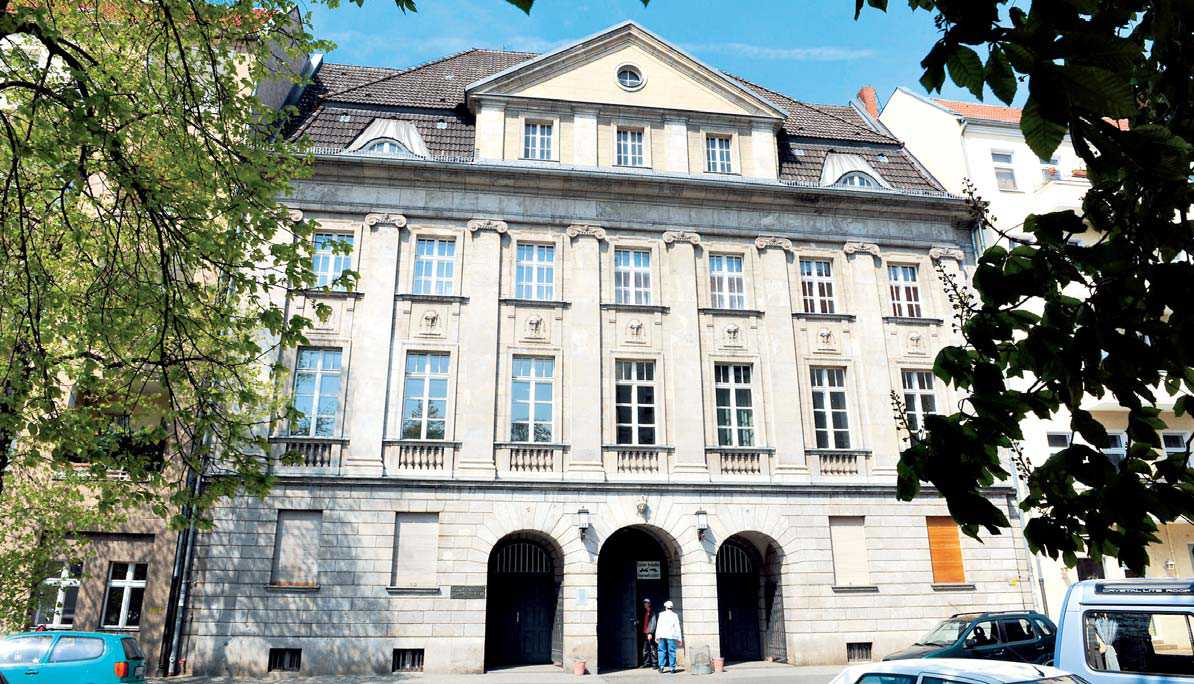
Lessing-Gymnasium

Es gibt im Bezirk 33 öffentliche Grundschulen und zwei Grundstufen an Gemeinschaftsschulen. Zwei Grundschulen befinden sich im Bau. 15.871 Kinder besuchten im Schuljahr 2022/23 eine Grundschule im Bezirk. Neben den zwei Gemeinschaftsschulen gibt es neun integrierte Sekundarschulen (ISS), sieben Gymnasien und vier Sonderschulen. Im Schuljahr 2022/23 wurden insgesamt 11.151 Schülerinnen und Schüler an öffentlichen Gymnasien, ISS oder Gemeinschaftsschulen im Bezirk beschult. Der Anteil an Schüler und Schülerinnen mit einer Gymnasialempfehlung ist im berlinweiten Vergleich im Bezirk Mitte mit 43,4 % am geringsten. 38 % der Schüler und Schülerinnen aus Mitte gehen in anderen Bezirken zur Oberschule. Mehr als die Hälfte der Schülerschaft hatte eine Lernmittelbefreiung.
Des Weiteren gibt es noch sieben private Grundschulen, sechs private integrierte Sekundarschulen bzw. Gemeinschaftsschulen, vier private Gymnasien und eine Waldorfschule. 6.385 Schüler und Schülerinnen gehen dort zu Schule.

### Hochschulen
- Humboldt-Universität

Humboldt-Universität

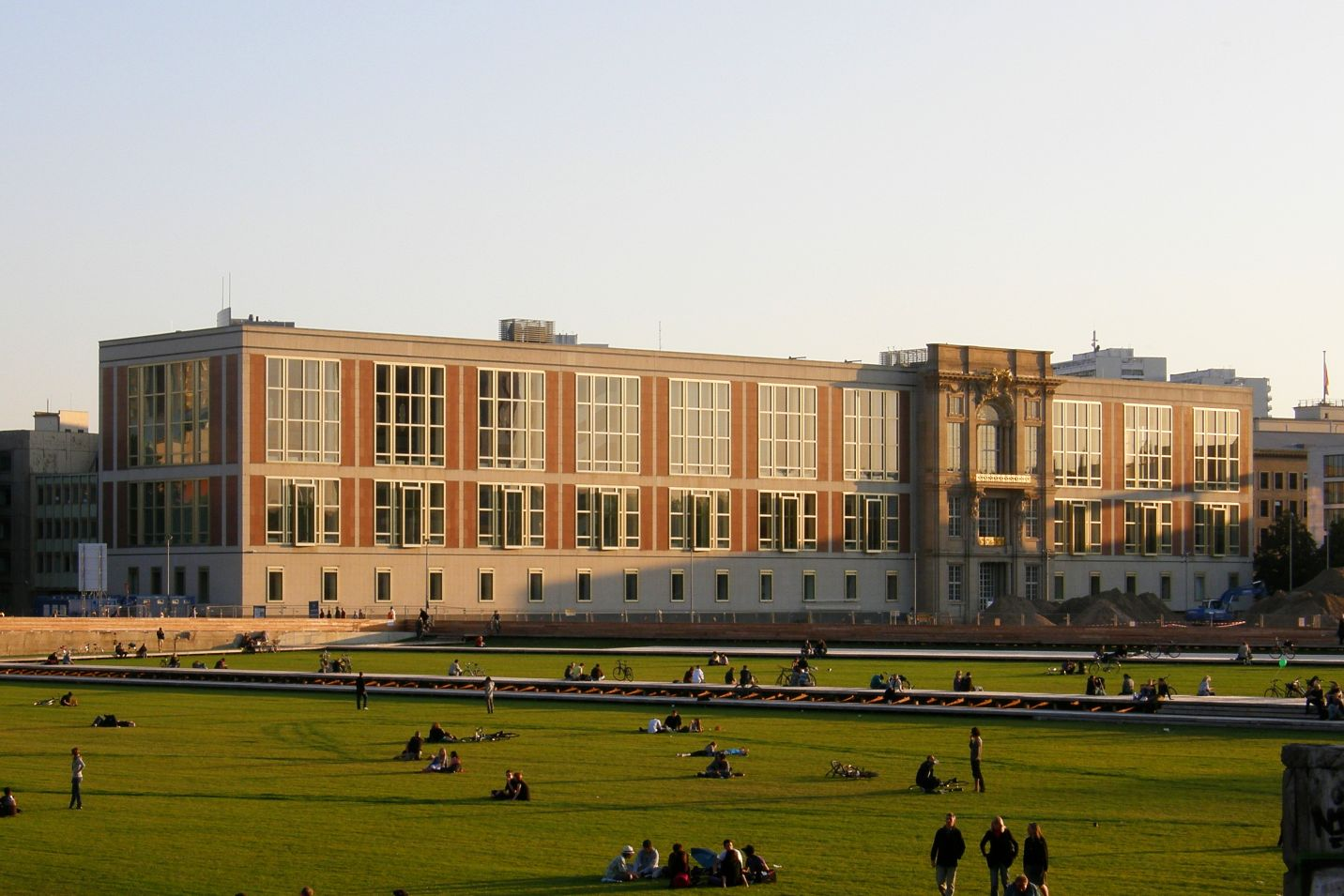
European School of Management and Technology

- European School of Management and Technology
- Charité Universitätsmedizin
- Berliner Hochschule für Technik
- Hertie School
- Media University of Applied Sciences
- Hochschule für Schauspielkunst Ernst Busch
- Hochschule für Musik „Hanns Eisler“
- Deutsche Film- und Fernsehakademie Berlin

### Forschung
- Robert Koch-Institut
- Deutsches Institut für Wirtschaftsforschung
- Versuchs- und Lehranstalt für Brauerei

### Bibliotheken
- Staatsbibliothek Unter den Linden (Mitte)
- Staatsbibliothek Potsdamer Straße (Tiergarten)
- Jacob-und-Wilhelm-Grimm-Zentrum (Mitte)
- Medizinische Bibliothek der Charité (Mitte und Wedding)
- Bibliothek des Deutschen Bundestages (Mitte)
- Berliner Stadtbibliothek (Mitte)
- Stadtbibliothek Berlin-Mitte mit den Bibliotheksstandorten Bezirkszentralbibliothek Philipp Schaeffer (Mitte), Bibliothek am Luisenbad (Gesundbrunnen), Bruno-Lösche-Bibliothek (Moabit), Hansabibliothek (Hansaviertel), Schiller-Bibliothek (Wedding), Bibliothek Tiergarten-Süd (Tiergarten), Kurt-Tucholsky-Bibliothek (Moabit).

## Stadtentwicklung und Architektur

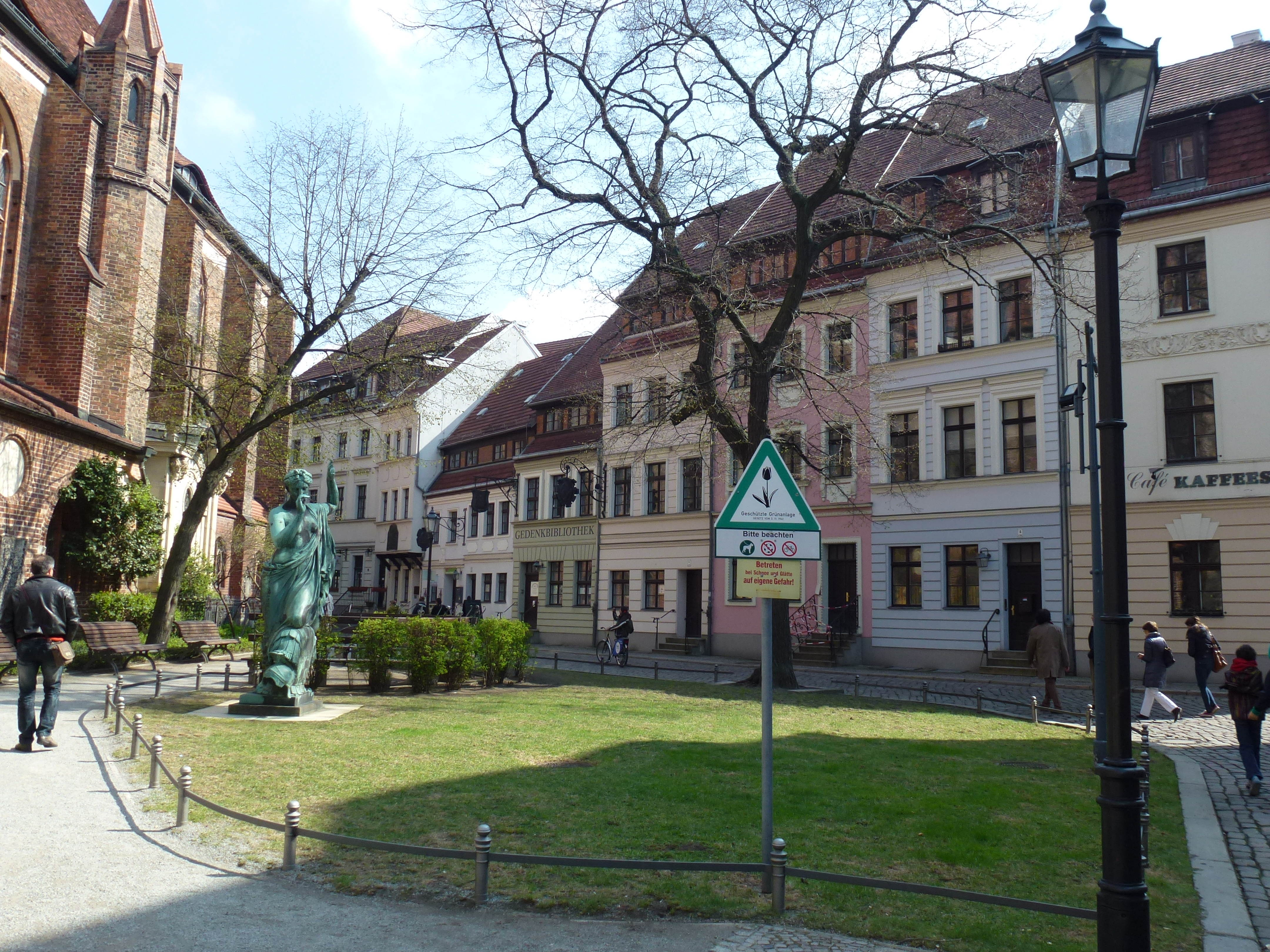
Wiederaufgebautes Nikolaiviertel, das älteste Siedlungsgebiet in Berlin

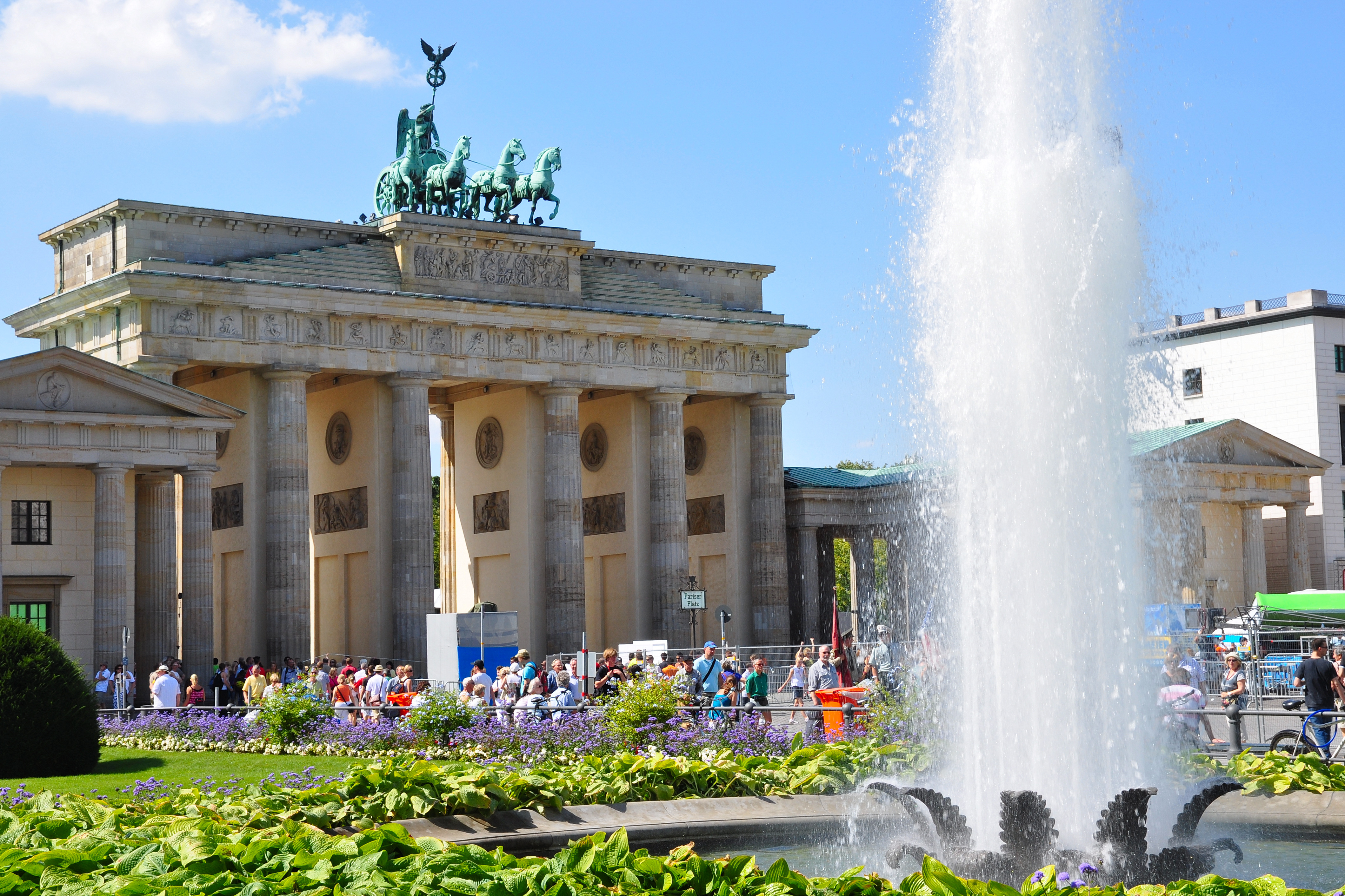
Brandenburger Tor am Pariser Platz

Im Gebiet des seit 2001 bestehenden Bezirks Mitte liegen die Ursprünge der urbanen Entwicklung Berlins. Berlin-Cölln und Wedding sind etwa zur gleichen Zeit entstanden. Während allerdings das Dorf „Weddinge“ an der Panke zur Zeit seiner ersten urkundlichen Erwähnung 1251 schon wieder verlassen war, gewann die Siedlung an der Spree zunehmend an Einfluss. Erst 1601 entwickelte sich der landwirtschaftliche Gutshof „Weddinghof“ an der Panke zu einem ersten Siedlungskern des heutigen Ortsteils. An der aufgestauten Panke hatte man in der Folgezeit mehrere Mühlen errichtet. Erheblichen Aufschwung nahm die Gegend ab 1750 durch die Nutzung des „Gesundbrunnens“. Zu den Bade- und Trinkkuren führte die um 1800 schon gepflasterte Brunnenstrasse. Nach Tegel kam man über die ebenso bereits befestigte Chaussee- und Müllerstrasse.
Um 1660 entstand auf dem Grundstück Alt-Moabit 61–66 das Stakensetzerhaus. Es war das erste Haus in Moabit. Damit begann die Siedlungsgeschichte des späteren Moabit. Im Jahre 1861 wurden die Gebiete Gesundbrunnen, Wedding, Moabit und Teile von Tiergarten nach Berlin eingemeindet. Genau die Gebiete, die nun den Gesamtbezirk Mitte von Berlin bilden. Die Gegend durchlief seitdem mehrere Phasen der städtebaulichen Erneuerung.
Prägend für die Entwicklung der Gebiete außerhalb des Ortsteils Mitte war der Hobrecht-Plan. Der Plan war ein reiner Fluchtlinienplan, das heißt, er legte den Verlauf von Straßen, Plätzen und der zugehörigen Kanalisation fest. 1862 trat der Hobrecht-Plan in Kraft und wurde weitgehend bis 1914 realisiert. Damit wurde der Grundstein für die typische Berliner Blockbebauung gelegt, die bis heute viele Gebiete im Bezirk prägen. Da das Bauen damals kaum durch weitergehende Vorschriften geregelt wurde, entstand in den Folgejahren eine sehr dichte Bebauung. Fünf bis sechs Geschosse und eine Traufhöhe von 20–22 Meter waren die Norm. Die Häuser bekamen Seitenflügel und Hinterhäuser. Oft hatten die Gebäude mehrere Hinterhöfe. Der Meyers Hof in der Ackerstraße 132 im Ortsteil Gesundbrunnen ist ein Beispiel dieser dichten Wohnbebauung, der sogenannten „Mietskaserne“. Als Antwort auf diese schlechten und sehr beengten Wohnverhältnisse entstanden die Siedlungen der Moderne. Im Ortsteil Wedding befindet sich mit der Siedlung Schillerpark ein Beispiel des Neuen Bauens. Diese Anlage wurde 1924–30 von Bruno Taut und Franz Hoffmann erbaut und 2008 auf die Liste des UNESCO-Welterbes aufgenommen.
Durch den Bau der Berliner Mauer 1961 wurden die damaligen Bezirke Mitte, Tiergarten und Wedding von ihren historisch gewachsenen Verbindungen abgeschnitten. Heute ist der ehemalige Grenzstreifen meist überbaut. In einigen Abschnitten ist er als Grünanlage oder Gedenkort Teil der Erinnerungslandschaft wie z. B. die Gedenkstätte Berliner Mauer. Im Wedding wurde ab 1961 im Rahmen eines Sanierungsprogramms ein großer Teil der nicht im Krieg zerstörten Wohnhäuser abgerissen und neubebaut. Das Sanierungsgebiet Wedding Brunnenstraße war damals das größte Sanierungsgebiet Europas.

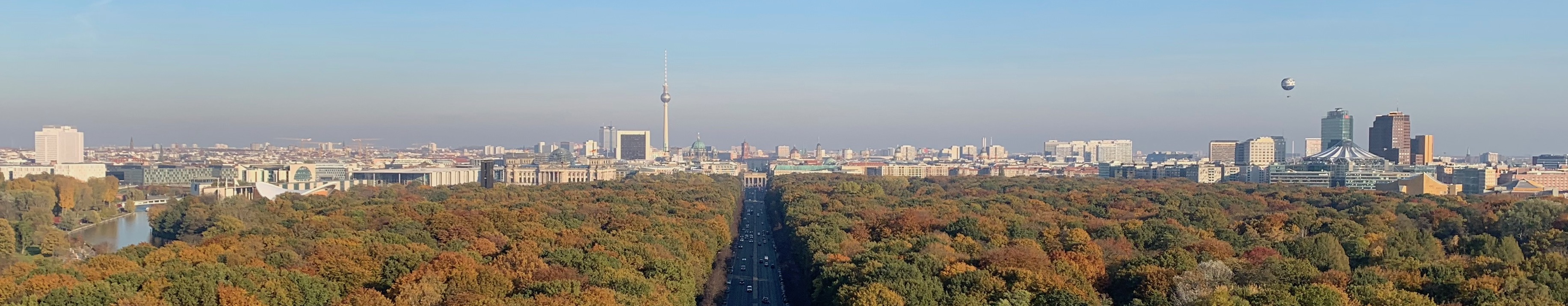
Berlin Mitte, 2021

Bemerkenswerte Hochbauten wurden seit Ende des 19. Jahrhunderts auf dem heutigen Gebiet des Bezirks Mitte errichtet. Der Berliner Dom, erbaut 1905, ist mit einer gegenwärtigen Höhe von 98 Metern das höchste Berliner Kirchengebäude. Der 1969 fertiggestellte Berliner Fernsehturm war zum Zeitpunkt seiner Eröffnung mit 368 Metern das dritthöchste freistehende Bauwerk der Welt. Seit 1990 ist er das höchste Bauwerk in Deutschland und das zweithöchste in der Europäischen Union. Mit einer Bauhöhe von 125 Metern ist das Park Inn by Radisson Berlin Alexanderplatz, fertiggestellt 1970, der gegenwärtig zweithöchste Hotelbau in der Bundesrepublik (Stand: 2020). Das Bettenhaus der Charité, im Jahr 1982 eröffnet, ist mit einer Höhe von über 72 Metern das höchste Klinikgebäude Deutschlands. Von gesamtstädtischer Bedeutung war nach dem Bau der Mauer auch die Errichtung des Kulturforums am Kemperplatz. Südlich des Tiergartens entstand nach einem städtebaulichen Konzept des Stadtplaners Hans Scharoun eine Reihe an Kulturbauten: Staatsbibliothek, Neue Nationalgalerie, Kunstgewerbemuseum und Philharmonie mit dem Kammermusiksaal.

### Bauwerke

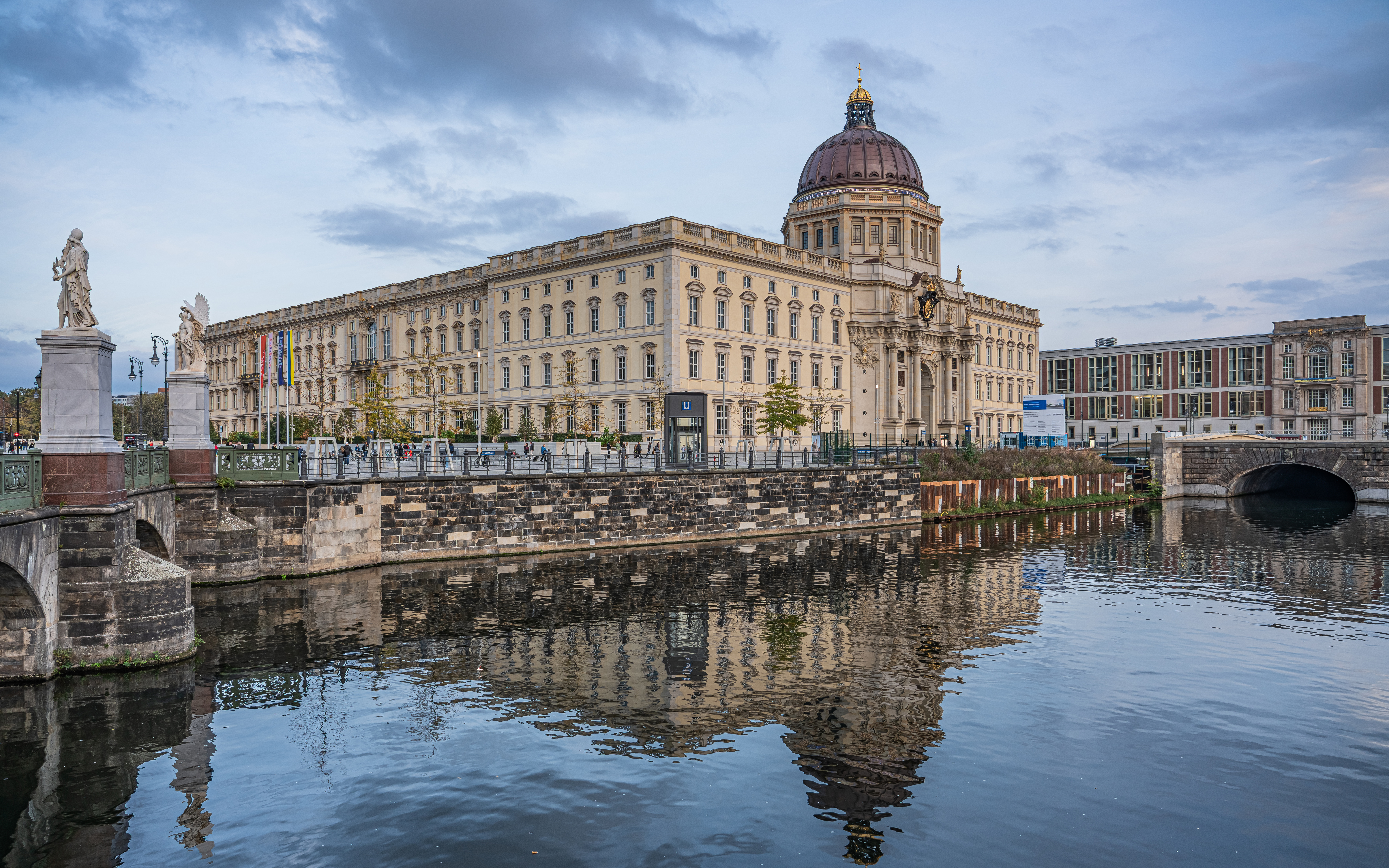
Humboldt Forum im Berliner Schloss

- Humboldt Forum im Berliner Schloss
- Brandenburger Tor
- Haus der Kulturen der Welt
- Altes Stadthaus
- Sowjetisches Ehrenmal
- Carillon
- Berliner Siegessäule

### Sakralgebäude

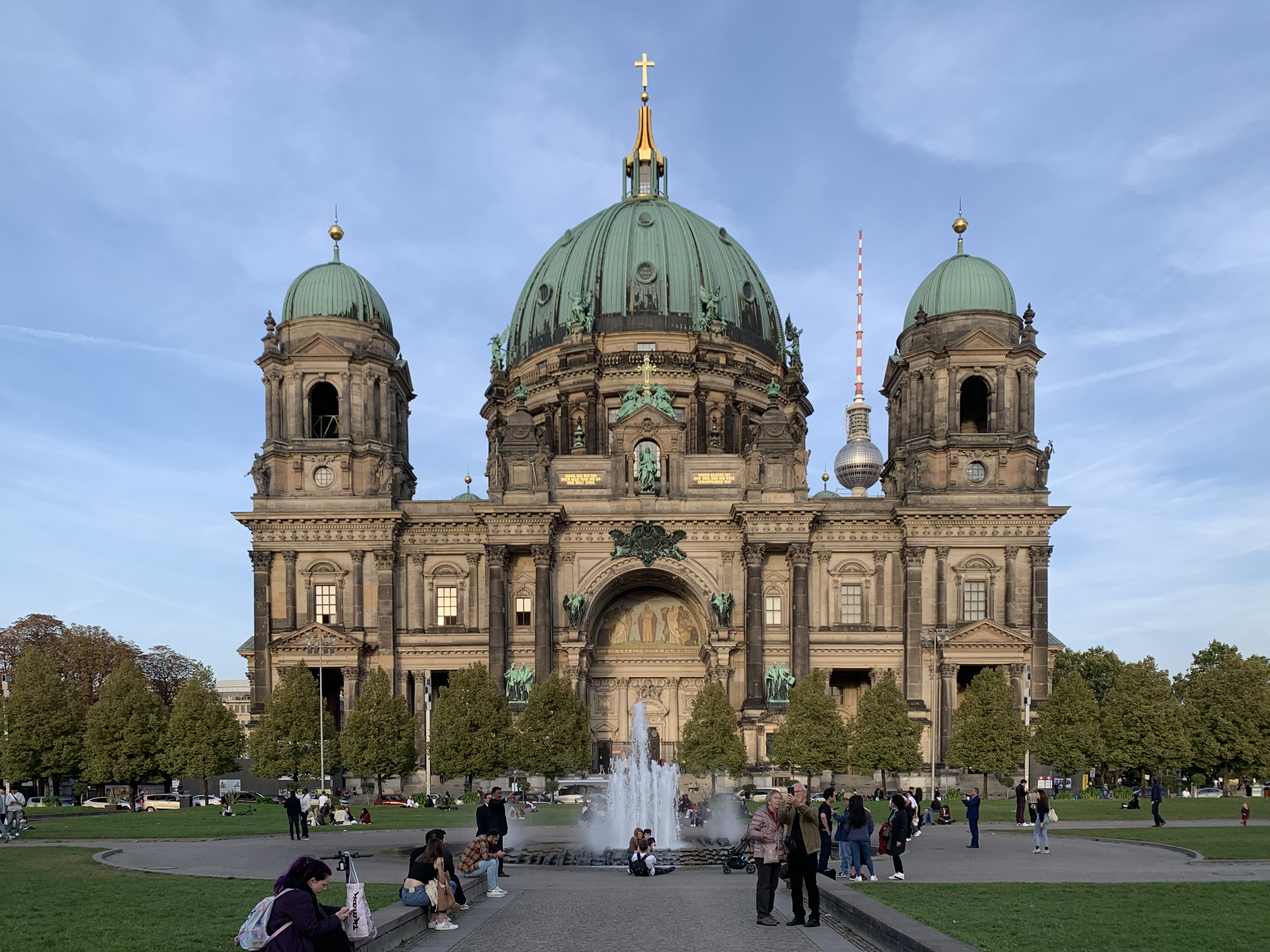
Berliner Dom

- Berliner Dom
- St.-Hedwigs-Kathedrale
- Neue Synagoge
- Marienkirche
- Sophienkirche
- Johanniskirche
- Ibn-Rushd-Goethe-Moschee
- St.-Matthäus-Kirche
- Nikolaikirche
- Neue Nazarethkirche
- Alte Nazarethkirche
- St. Joseph
- Sankt-Michael-Kirche
- St.-Pauls-Kirche
- Zionskirche
- Stephanuskirche
- St. Petrus
- Erlöserkirche

### Wohnen
Der Bezirk hat 2022 insgesamt 13.632 Wohngebäude und verfügt nach Pankow über den größten Wohnungsbestand. Dieser lag im selben Jahr bei 206.652 Wohnungen mit einer durchschnittlichen Wohnungsgröße von 67,3 m² (Berliner Durchschnitt 73,2 m²). Rund ein Drittel der Bewohner leben in einem Einpersonenhaushalt. Die durchschnittliche Haushaltsgröße lag 2022 bei 1,7 Personen. Der Bezirk verfügt überwiegend über einfache Wohnlagen. Der Anteil an Mietwohnungen am Gesamtbestand lag 2021 bei 94,5 % (Berlin: 84 %). Davon waren rd. 10 % mietpreis- oder belegungsgebundene Wohnungen. Die mittleren Angebotsmieten (netto kalt) lagen in 2022 bei 15,46 €/m² (Berlin: 11,54 €/m²) und reichten von 7,13 € bis 25,15 €/m².

## Kultur
Im Bezirk Mitte befinden sich einige der national und international bekanntesten Kulturinstitutionen der Metropole Berlin. Der Bezirk ist Wohnort und Anziehungspunkt für zahlreiche berühmte Künstlerpersönlichkeiten.

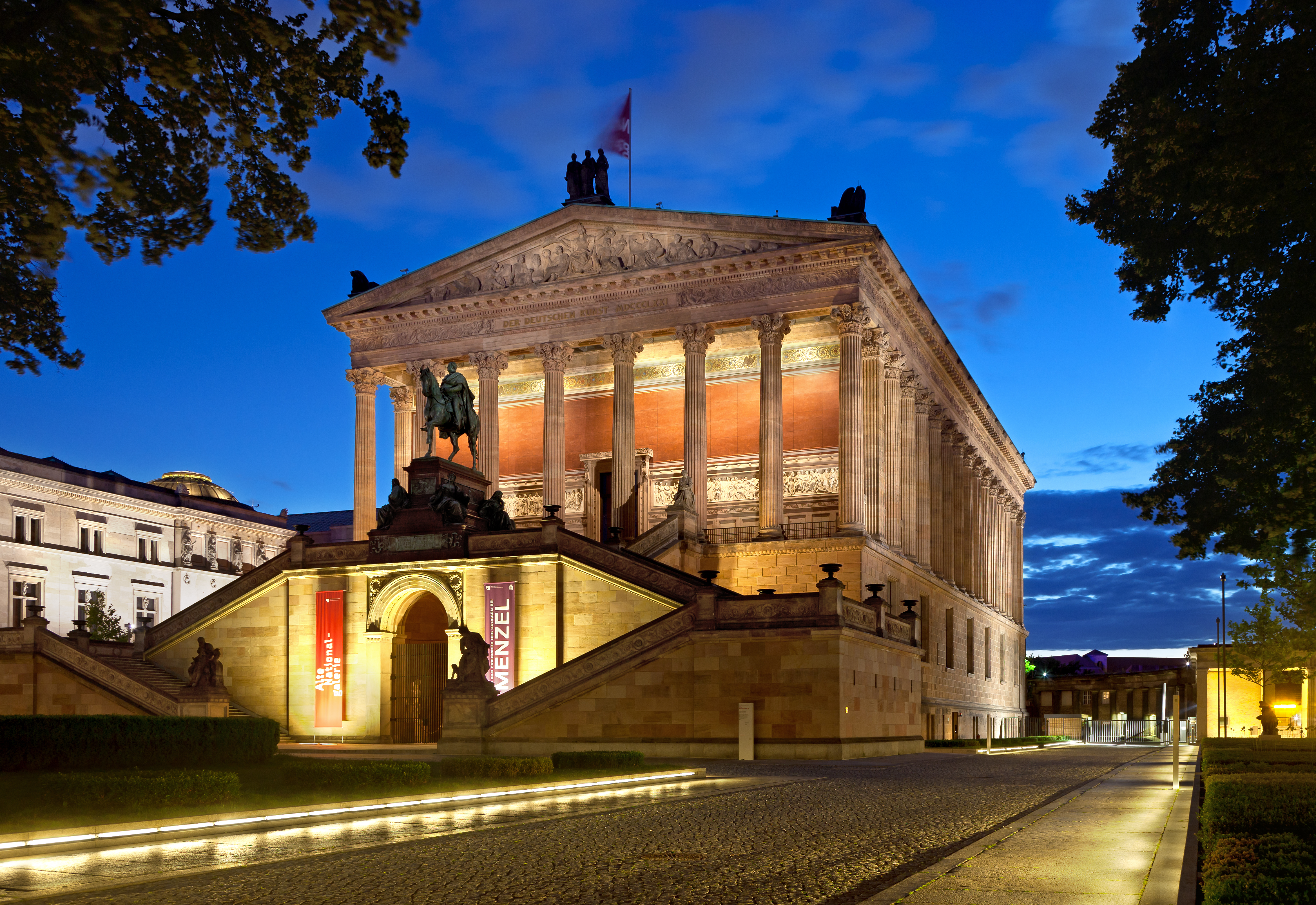
Alte Nationalgalerie auf der Museumsinsel
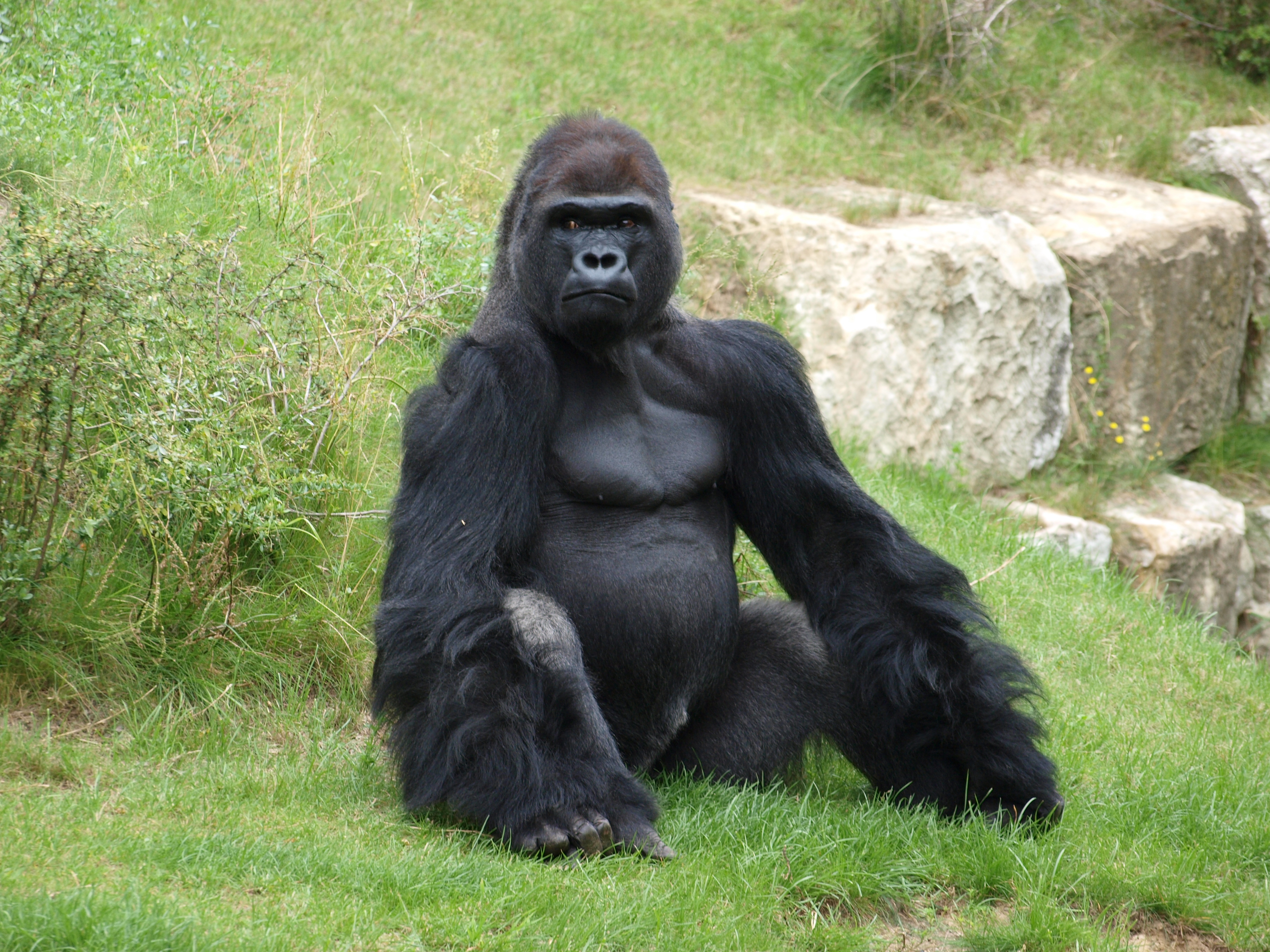
Gorilla im Zoologischen Garten
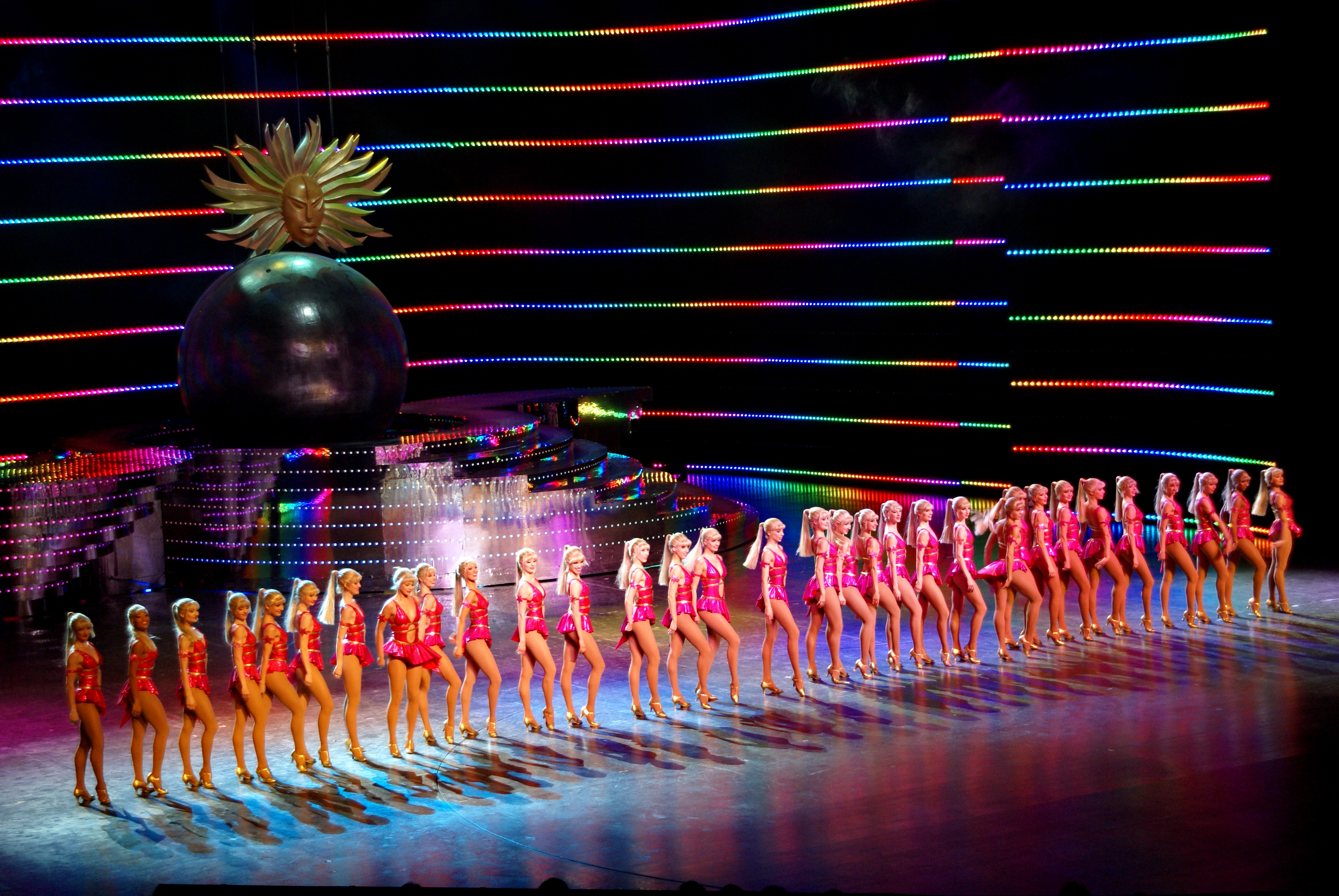
Tanz-Revue im Friedrichstadt-Palast
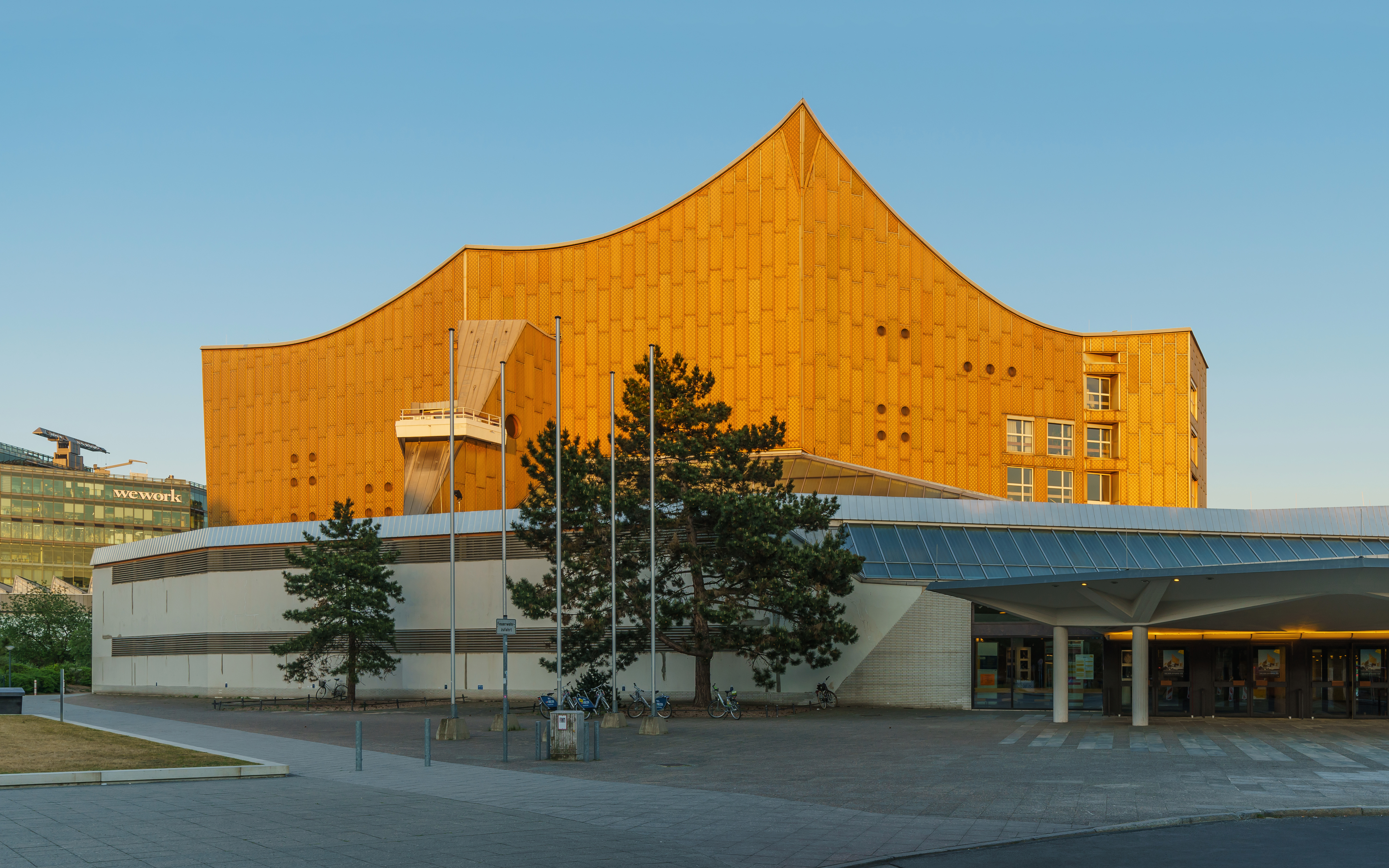
Berliner Philharmonie
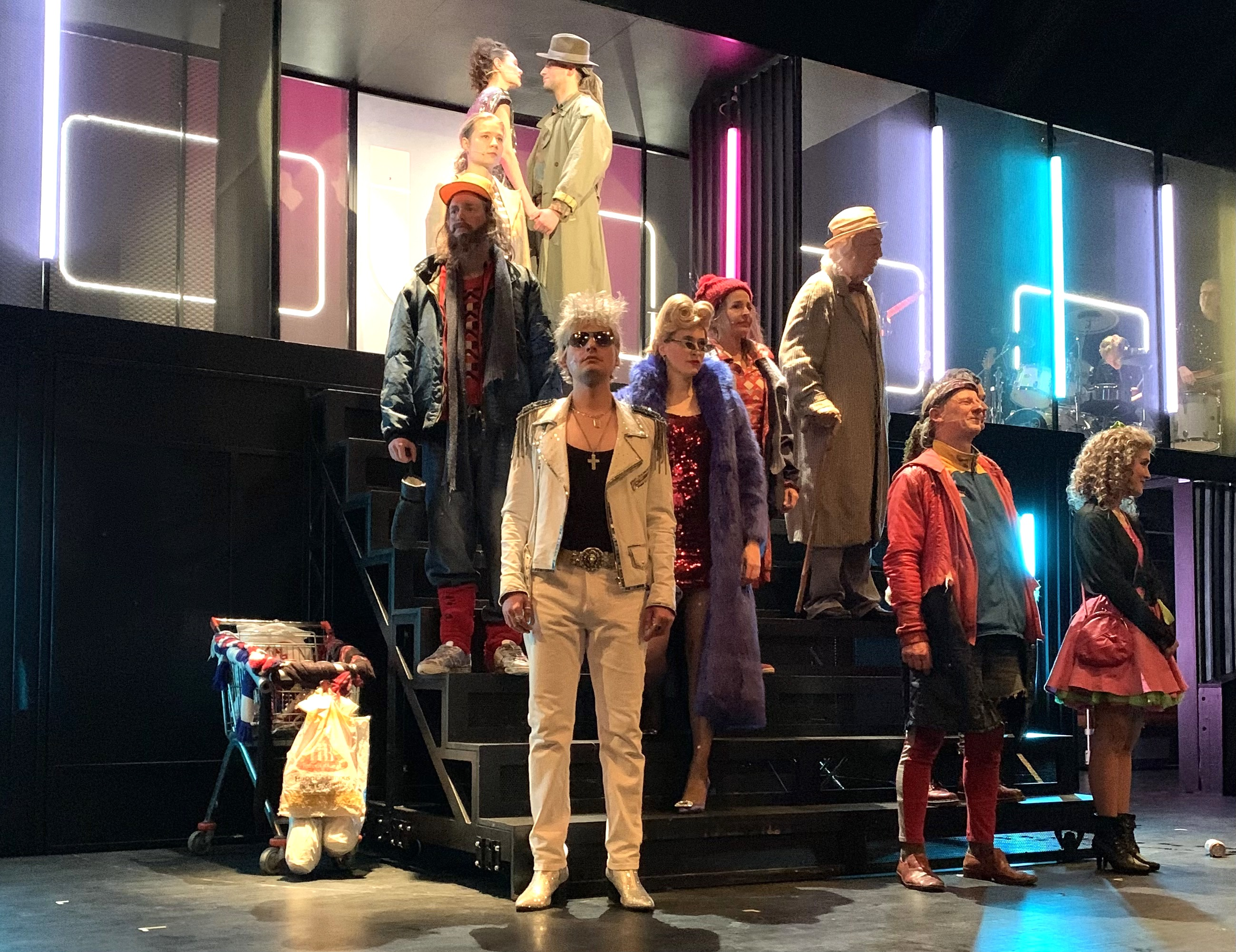
Linie 1 Musical im Grips-Theater

### Museen
Mit der Museumsinsel, eingebettet zwischen Spree und Spreekanal, hat der Bezirk ein einzigartiges Ensemble historischer Museumsbauten von besonderer künstlerischer und geisteswissenschaftlicher Bedeutung. 1999 wurde die Museumsinsel zum UNESCO-Welterbe ernannt. Jedes Jahr kommen Millionen Besucher, um die Museen auf der Spreeinsel zu besichtigen. Darüber hinaus befinden sich noch zahlreiche weitere Museen im Bezirk.
- Museumsinsel:
  - Alte Nationalgalerie
  - Altes Museum
  - Bode-Museum
  - Humboldt Forum
  - Neues Museum
  - Pergamonmuseum
- Anti-Kriegs-Museum
- Bauhaus-Archiv
- Deutsche Kinemathek
- Ephraim-Palais
- Gemäldegalerie
- Hanf-Museum
- Heinrich-Zille-Museum
- Knoblauchhaus
- Kupferstichkabinett
- Märkisches Museum
- Museum für Kommunikation
- Museum für Naturkunde
- Musikinstrumenten-Museum-Berlin
- Neue Nationalgalerie
- Samurai Art Museum

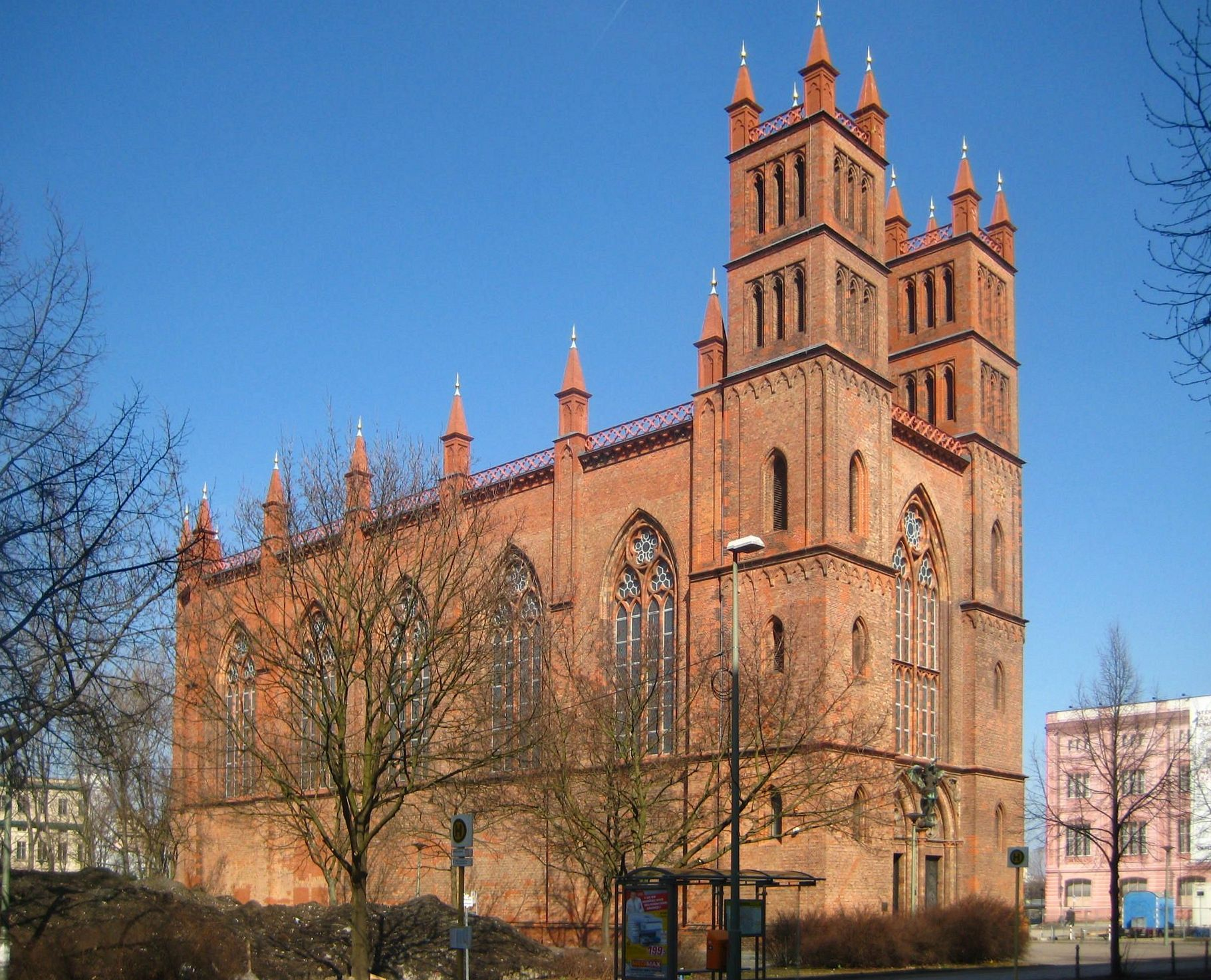
Friedrichswerdersche Kirche

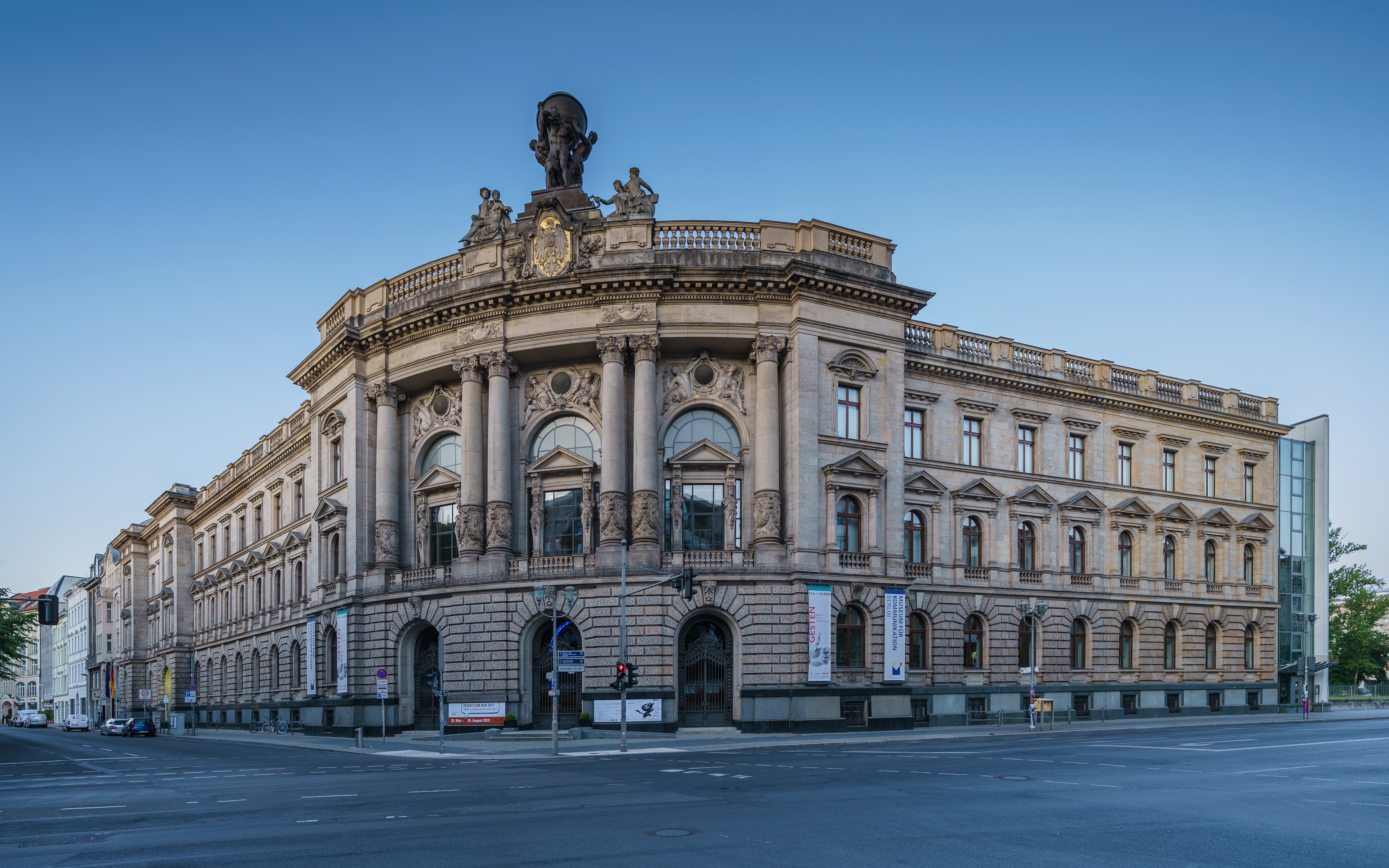
Museum für Kommunikation

- Schinkelmuseum in der Friedrichswerderschen Kirche
- Schwules Museum
- Zeughaus Berlin enthält das Deutsche Historische Museum

### Theater- und Opernbühnen

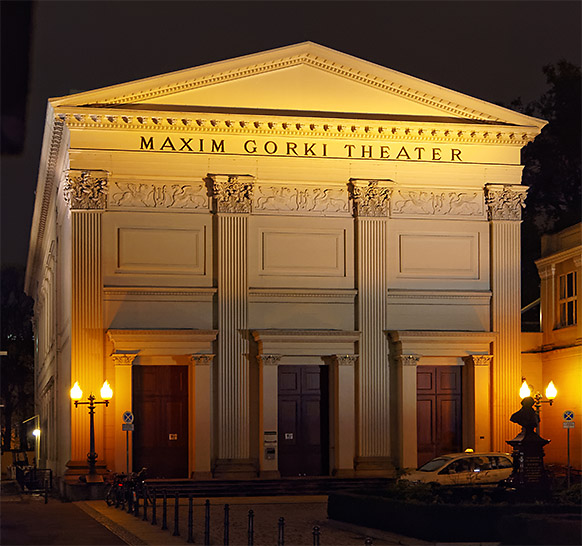
Maxim-Gorki-Theater

- Admiralspalast
- ATZE Musiktheater
- Berliner Ensemble
- Kulturfabrik Moabit
- Berliner Philharmonie
- Chamäleon
- Deutsches Theater
- Friedrichstadt-Palast
- Grips-Theater
- Komische Oper
- Maxim-Gorki-Theater
- Prime Time Theater
- Schauspielhaus Berlin
- Staatsoper Unter den Linden
- Volksbühne
- Wintergarten

### Kinos
- ACUD
- Central
- Cineplex Alhambra
- City Kino Wedding
- Cubix

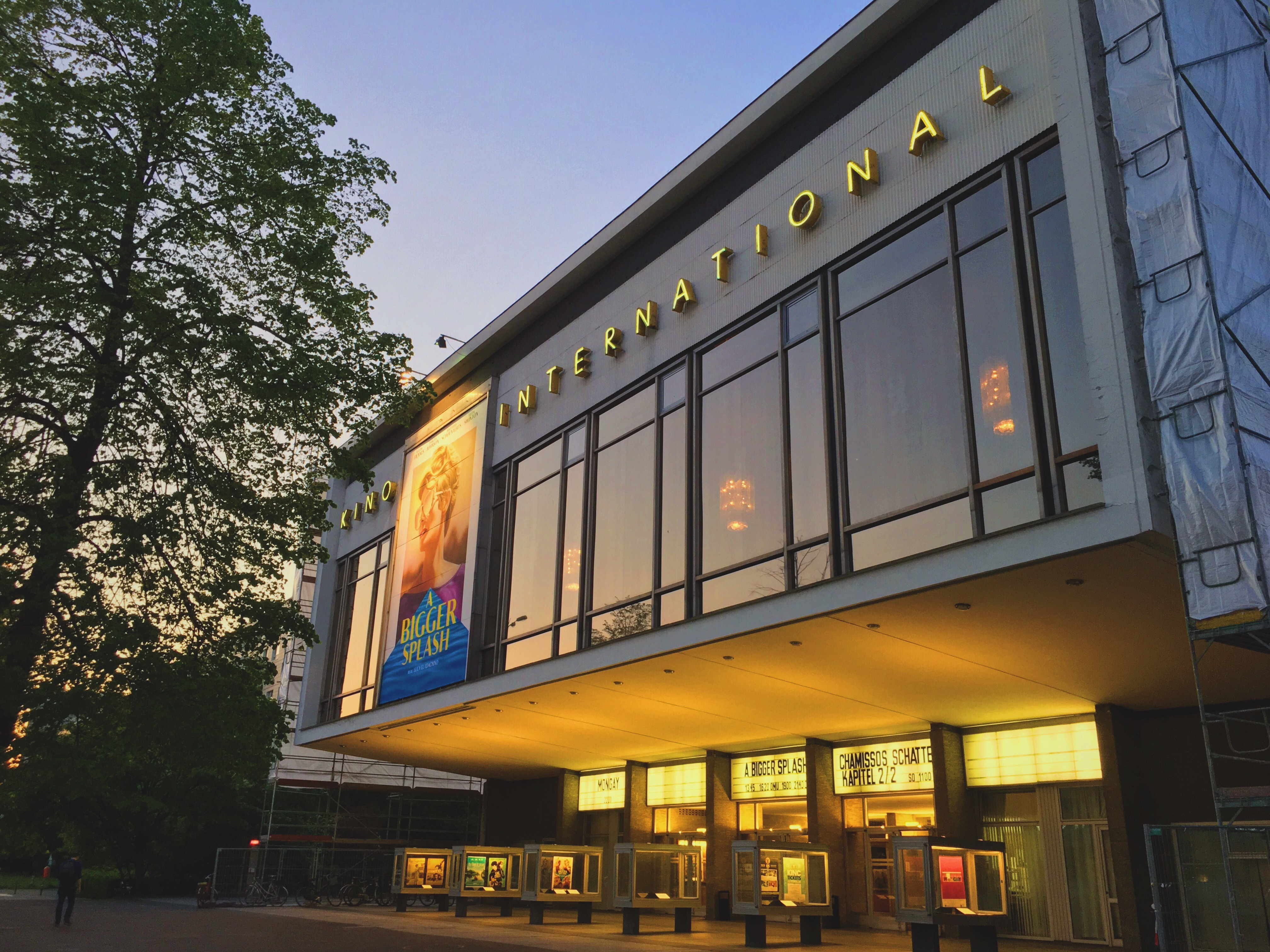
Kino International

- Filmrauschpalast in der Kulturfabrik[64]
- Hackesche Höfe Filmtheater
- Kino International
- Kino Babylon

### Freizeit und Sport

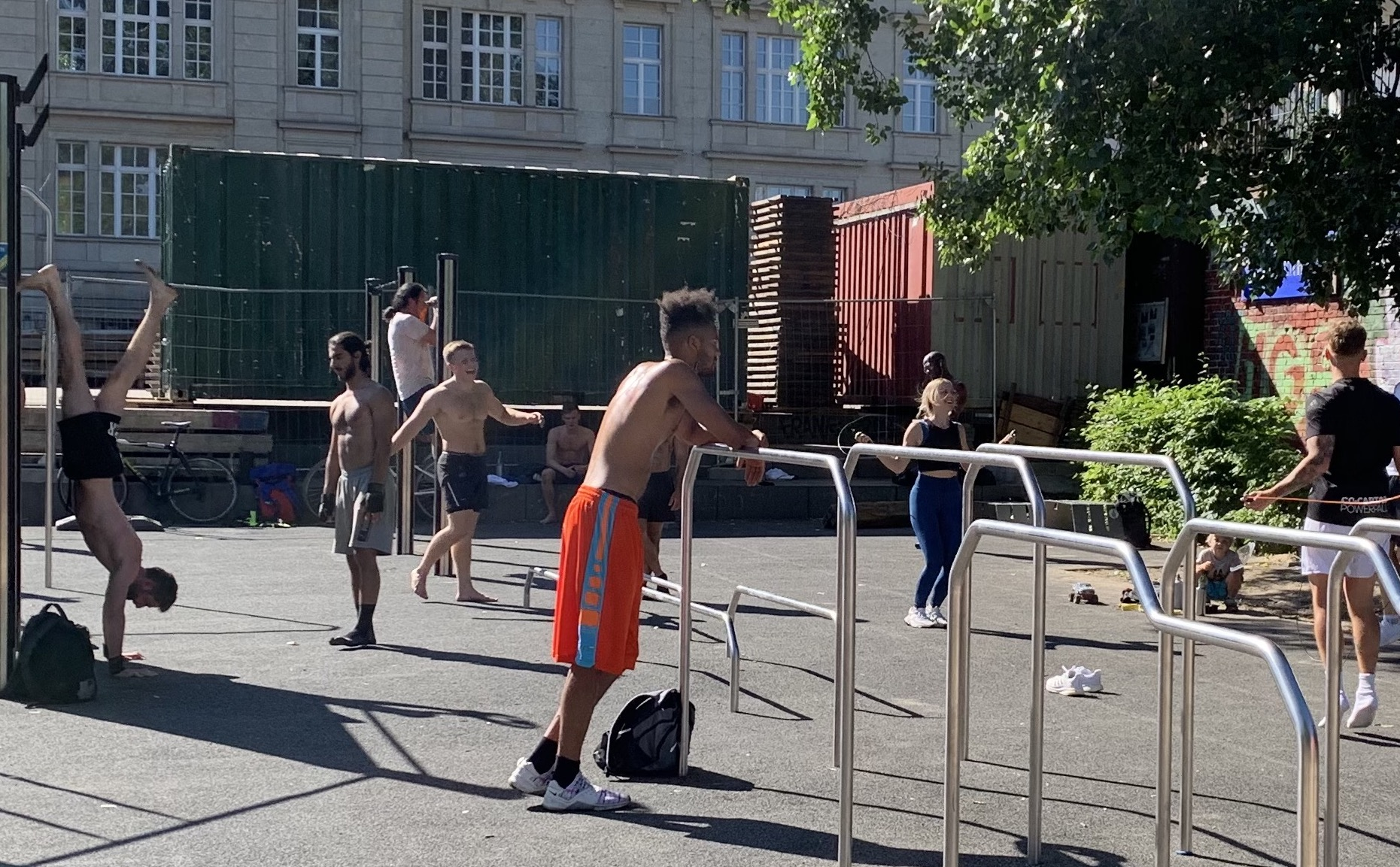
Fitness-Park in Mitte

Der Bezirk hat 40 allgemeine Sportanlagen inklusive vier Schwimmhallen der Berliner Bäder-Betriebe und 43 Schulsportanlagen. Zu den größten Sportanlagen gehört das Poststadion mit einer Zuschauerkapazität von 10.000 Plätzen, das Stadion Rehberge und das Erika-Heß-Eisstadion.
Im Bezirk sind 204 Sportvereine und Betriebssportgruppen aktiv mit insgesamt 80.284 Mitgliedern im Jahre 2022. Darüber hinaus gibt es im Bezirk 254 öffentliche Spielplätzen.
Im Jahr 2024 liegen im Bezirk Mitte die meisten Kraftsportanlagen und Fitnessstudios der Stadt.
Der Berlin-Marathon, eines der weltweit größten Laufsportereignisse, beginnt und endet im Tiergarten nahe dem Brandenburger Tor. Mehr als 40.000 Läuferinnen und Läufer nehmen an dem Wettbewerb teil.

### Veranstaltungen

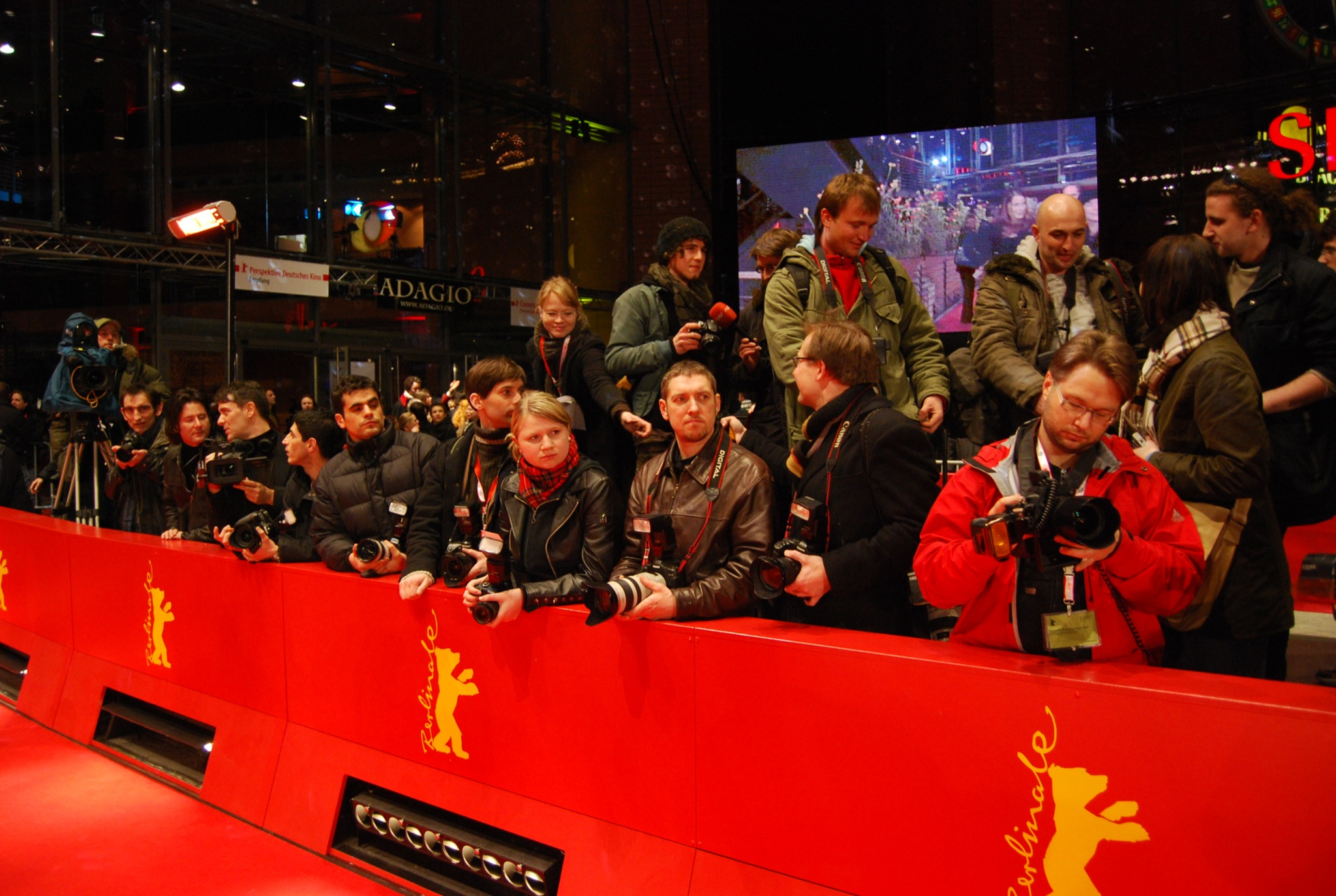
Berlinale

Im Bezirk finden zahlreiche bedeutende Veranstaltungen statt.
- Christopher Street Day Parade[72]
- Fest zum Tag der Deutschen Einheit
- Silvesterfeier am Brandenburger Tor
- Fanmeile zur Fußball-EM und -WM
- Berliner Frühlingsfest auf dem Zentralen Festplatz in Wedding
- Berlinale
- Weihnachtsmärkte am Gendarmenmarkt, Potsdamer Platz, Opernpalais, Roten Rathaus und Alexanderplatz
- Umweltfestival (ADFC-Sternfahrt)

### Gastronomie und Nachtleben

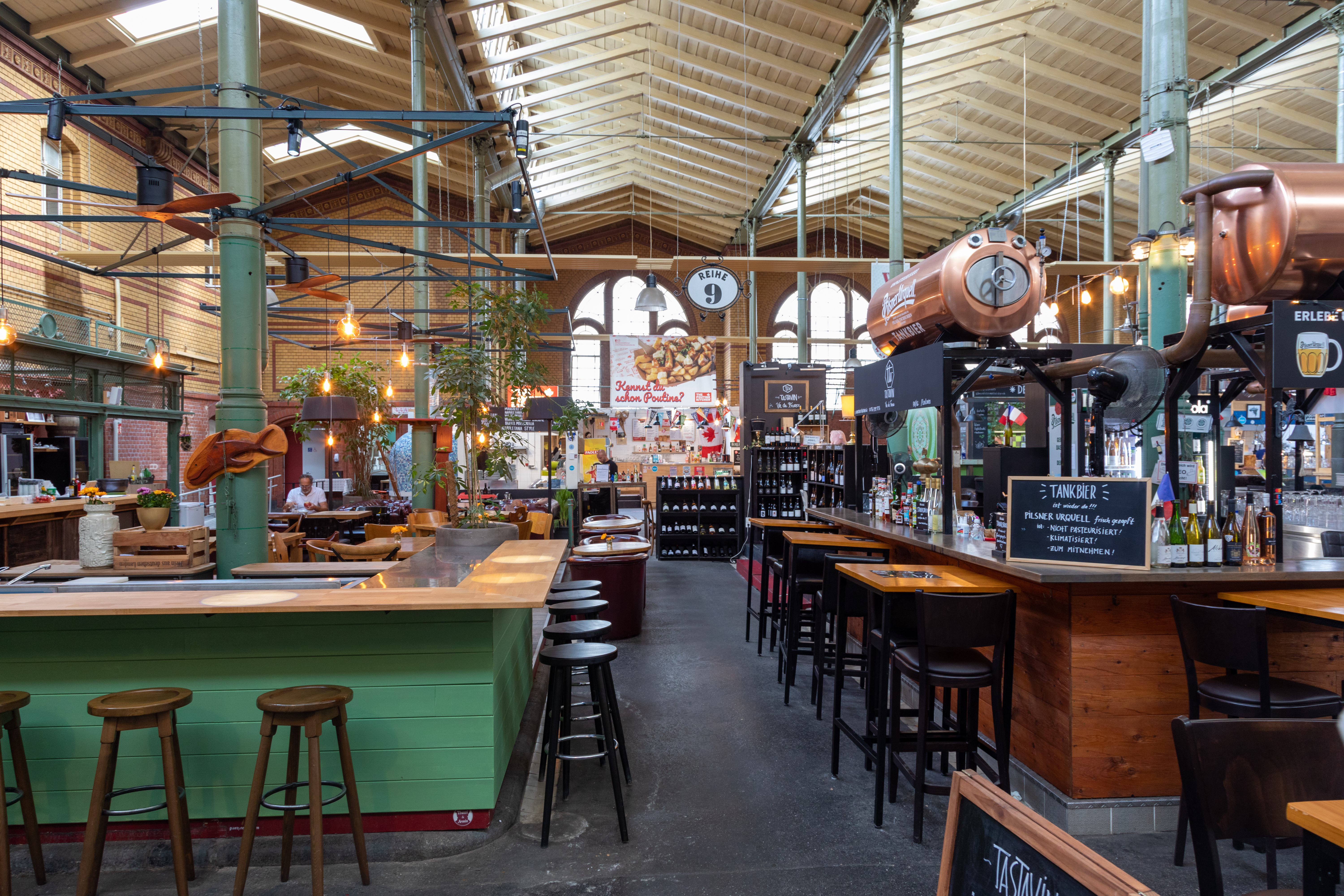
Arminiusmarkthalle

Über zwei Drittel von den insgesamt 23 in Berlin mit Michelin-Sternen ausgezeichneten Restaurants im Jahr 2019 befinden sich im Bezirk Mitte. Weitere angesehene Restaurants sind das Borchardt, das Paris-Moskau und das Lutter & Wegner. Auch die Arminiusmarkthalle ist ein besonderer Treffpunkt mit vielen gastronomischen Einrichtungen im Moabiter Kiez.
Zu den bekanntesten Cafés gehören u. a. das Café am Neuen See, das St. Oberholz und das Café Einstein Unter den Linden. Darüber hinaus hat sich in Mitte eine äußerst vielseitige, und internationale Barszene etabliert.
Neben den eher hochpreisigen und touristischen Cafés und Bars im Ortsteil Mitte gibt es in Moabit und Wedding noch eine Vielzahl von typischen Berliner Eckkneipen z. B. den Magendoktor, Zum Schinken oder Zur Quelle. Daneben sind vermehrt Shisha-Bars gerade in den migrantisch geprägten Quartieren im Bezirk zu finden.
Zu den etablierten und populären Klubs in Mitte zählen das Golden Gate, das b-flat, der KitKatClub, das Weekend, der Tresor und das Soho House Berlin (Stand: 2024).
Auch alternative Veranstaltungsorte, die von Kollektiven oder gemeinnützigen Vereinen betrieben werden gibt es im Bezirk, wie die Kulturfabrik in Moabit, das Mastul und das Café Cralle im Wedding oder der Schokoladen in Mitte. Neben dem klassischen Barbetrieb gibt es ein vielfältiges kulturelles Angebot an diesen Orten.